# Girls' Generation
Girls' Generation, hay thường được gọi là SNSD (tiếng Hàn: 소녀시대, hanja: 少女時代), là một nhóm nhạc nữ Hàn Quốc do công ty SM Entertainment thành lập và quản lý vào năm 2007. Lúc đầu nhóm có chín thành viên, nhưng kể từ sau khi Jessica rời nhóm vào tháng 9 năm 2014 nên nhóm hiện hoạt động với tám thành viên, bao gồm Taeyeon, Sunny, Tiffany, Hyoyeon, Yuri, Sooyoung, Yoona, và Seohyun. Nằm trong số những nhân vật nổi bật của Hàn Quốc và các nhóm nhạc K-pop nổi tiếng nhất trên toàn thế giới, Girls' Generation đã giành được nhiều lời khen ngợi và được mệnh danh là "nhóm nhạc quốc dân" ở Hàn Quốc.
Girls 'Generation ra mắt vào ngày 5 tháng 8 năm 2007, với đĩa đơn "Into the New World" từ album phòng thu đầu tay Girls' Generation. Nhóm bắt đầu trở nên nổi tiếng vào năm 2009 với đĩa đơn "Gee", chiếm vị trí quán quân trên Music Bank của KBS trong 9 tuần liên tiếp và là bài hát nổi tiếng nhất của Melon trong thập niên 2000. Nhóm củng cố sự nổi tiếng của mình ở châu Á với các đĩa đơn tiếp theo như "Genie", "Oh!" và "Run Devil Run", được phát hành từ giữa năm 2009 đến đầu năm 2010. Album phòng thu tiếng Hàn thứ hai của họ, Oh! (2010), giành được giải thưởng Golden Disc cho Album của năm (Daesang đĩa cứng), giúp nhóm trở thành nghệ sĩ nữ đầu tiên và duy nhất giành được Daesang cho một album.
Girls' Generation đã tiếp cận thị trường âm nhạc Nhật Bản vào năm 2011 với album tiếng Nhật cùng tên của họ. Album đã đạt vị trí cao nhất trên bảng xếp hạng album của Oricon và đã trở thành album của một nhóm nhạc nữ Hàn Quốc đầu tiên được Hiệp hội Công nghiệp Ghi âm Nhật Bản chứng nhận là đã bán được 1 triệu bản. Album phòng thu tiếng Hàn thứ ba của nhóm, The Boys, được phát hành vào tháng 10 năm 2011 và đã trở thành album bán chạy nhất năm 2011 tại Hàn Quốc với doanh số hơn 385.000 bản. Phiên bản tiếng Anh của bài hát chủ đề "The Boys" đã được Interscope Records phát hành tại Mỹ. Album phòng thu tiếng Hàn thứ tư của nhóm, I Got a Boy và đĩa đơn cùng tên đã nhận được sự chú ý từ truyền thông phương Tây sau khi bài hát giành chiến thắng ở hạng mục Video âm nhạc của năm tại lễ trao giải YouTube Music Awards năm 2013. Album phòng thu tiếng Hàn thứ năm của nhóm, Lion Heart, được phát hành vào năm 2015, một năm sau khi Jessica rời nhóm. Năm 2017, nhóm cũng đã phát hành album phòng thu thứ sáu mang tên Holiday Night nhằm kỷ niệm 10 năm hoạt động của nhóm. Tháng 9 cùng năm, Sooyoung, Tiffany và Seohyun không tái ký hợp đồng với SM, tuy nhiên họ vẫn là thành viên của nhóm. Sau năm năm vắng bóng để tập trung vào sự nghiệp cá nhân của từng thành viên, nhóm đã quay trở lại đường đua âm nhạc với việc cho ra mắt album Forever 1 vào năm 2022 để kỷ niệm 15 năm sự nghiệp của nhóm.
Phong cách âm nhạc đặc trưng của Girls' Generation là electropop và bubblegum pop có sự kết hợp với nhiều thể loại khác như hip hop, R&B và EDM. Đến năm 2012, nhóm đã bán được tổng cộng hơn 4,4 triệu album và 30 triệu bài hát nhạc số. Mức độ nổi tiếng của nhóm tại quê nhà Hàn Quốc đã giúp nhóm nhận được nhiều giải thưởng cũng như danh hiệu "Nhóm nhạc quốc dân". Girls' Generation cũng được xem là một trong những tên tuổi tiêu biểu của làn sóng Hàn Quốc, cũng như một trong những nghệ sĩ K-pop nổi tiếng nhất trên thế giới. Tại thị trường Nhật Bản, Girls' Generation là nhóm nhạc nữ nước ngoài đầu tiên có 3 album đạt vị trí thứ nhất trên bảng xếp hạng album của Oricon, đồng thời các chuyến lưu diễn Nhật Bản của nhóm đã thu hút hơn 550.000 khán giả, nhiều hơn bất kì nhóm nhạc nữ Hàn Quốc nào khác. Girls' Generation còn là nhóm nữ thứ hai trên thế giới vượt mốc 100 triệu bản thu bán ra toàn cầu.

## Tên gọi
Tên của nhóm - Girls' Generation trong tiếng Anh, hay So Nyeo Shi Dae (hangul: 소녀시대) trong tiếng Hàn, mang nghĩa "thời đại của các cô gái", có nguồn gốc từ bài hát cùng tên được phát hành vào năm 1989 của Lee Seung-chul. Tên "So Nyeo Shi Dae" viết theo Hán tự thành 少女時代 (Thiếu Nữ Thời Đại), được nhóm sử dụng với cách gọi âm Hán-Nhật tương ứng Shojo Jidai ở Nhật Bản.
Tên fandom: Trước đó, tên fandom là Honey, lấy theo tên một bài hát trong album phòng thu đầu tay của nhóm. Ngày 2/8/2008, tên fandom chính thức được SM công bố là SONE (tiếng Hàn: 소원) có nghĩa là điều ước - tức người hâm mộ luôn tạo điều ước tuyệt vời dành cho các cô gái hay còn gọi là SOne – As-one (theo phát âm tiếng Anh) tức người hâm mộ và các cô gái như thể là một nhịp đập.

## Lịch sử

### 2007–2008: Ra mắt vàGirls' Generation

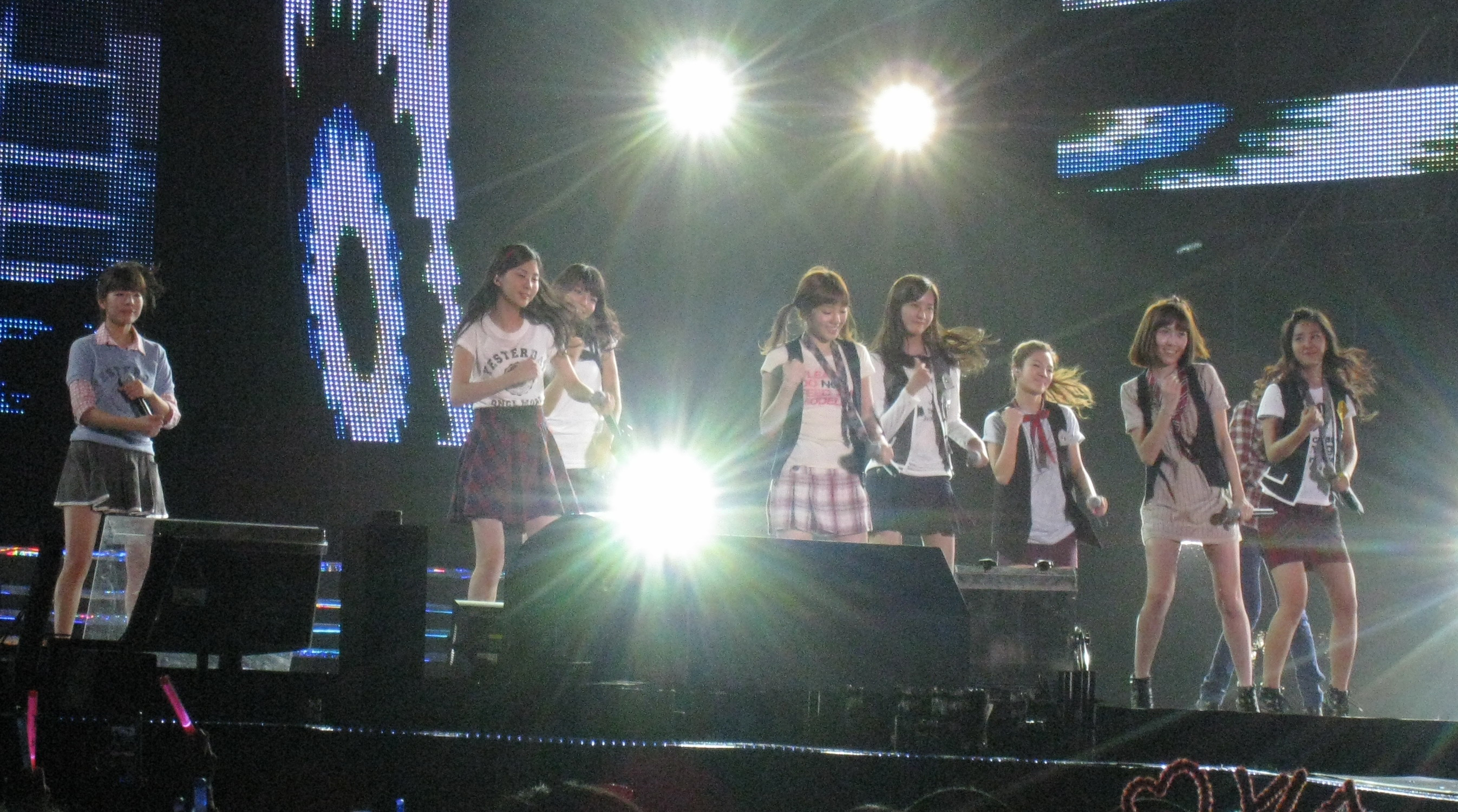
Girls' Generation biểu diễn tại sân vận động Rajamangala tại Bangkok, Thái Lan vào tháng 2 năm 2008.

Tháng 7 năm 2007, Girls' Generation đã có màn biểu diễn trên sân khấu không chính thức lần đầu tiên trong chương trình truyền hình School of Rock của kênh truyền hình Mnet với bài hát đầu tay "Into the New World". Một chương trình truyền hình thực tế với nội dung về những câu chuyện về sự ra mắt của nhóm mang tên Girls' Generation Goes to School đã được thực hiện bởi Mnet. Đĩa đơn đầu tay của nhóm được phát hành sau đó không lâu, bao gồm "Into the New World" và 2 bài hát khác là "Beginning" và "Perfect for You". Tên tiếng Hàn "소원" của "Perfect for You" về sau trở thành tên fan club chính thức chính của nhóm. Nhóm ra mắt chính thức vào ngày 5 tháng 8 năm 2007, với màn trình diễn đầu tiên trên chương trình âm nhạc Inkigayo. "Into the New World" đã đạt được vị trí số 1 tại chương trình âm nhạc M! Countdown. Girls' Generation phát hành album phòng thu đầu tay Girls' Generation vào cuối mùa thu năm 2007 với bài hát chủ đề "Girls' Generation" là một phiên bản làm lại từ bài hát năm 1989 của ca sĩ Hàn Quốc Lee Seung-chul. Các hoạt động quảng bá cho album này được bắt đầu vào đầu tháng 11. Album bao gồm 2 bài hát từ đĩa đơn đầu tay của nhóm là "Into the New World" và "Perfect For You" (được đổi tên là "Honey") cùng với 8 bài hát mới. Girls' Generation sau đó trở thành album của một nhóm nhạc nữ đầu tiên bán được hơn 100.000 bản kể từ album Just A Feeling (2002) của S.E.S..

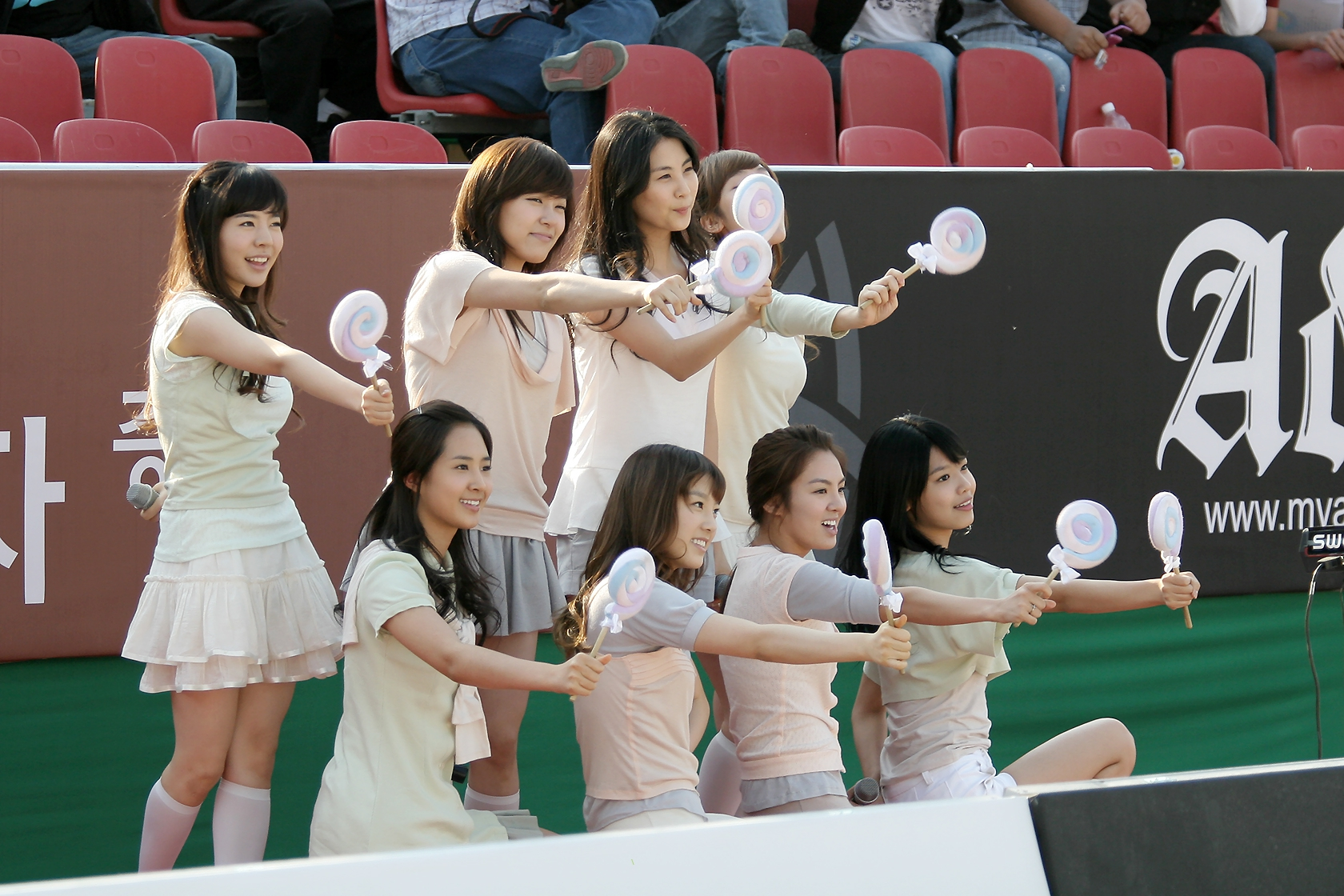
Girls' Generation tại một trận thi đấu bóng chuyền bãi biển ở Jamsil Arena

Đầu năm 2008, Girls' Generation bắt đầu quảng bá cho đĩa đơn thứ hai từ Girls' Generation, "Kissing You". Bài hát mang lại chiến thắng ngay trong tuần đầu tiên cho nhóm trên chương trình âm nhạc Music Bank và sau đó cũng đạt vị trí số 1 trên Inkigayo và M! Countdown.
Tháng 3 năm 2008, album Girls' Generation đã được tái bản và phát hành lại với tên gọi Baby Baby. Bài hát chủ đề "Baby Baby" được phát hành trên các trang web âm nhạc trực tuyến vào ngày 17 tháng 3 để quảng bá cho album. Nhóm biểu diễn bài hát này trên các trình âm nhạc trong tháng 3 và tháng 4. Tháng 10 năm 2008, chương trình truyền hình thực tế Factory Girl với nội dung ghi lại khoảng thời gian nhóm làm việc với tư cách thực tập viên cho tạp chí thời trang Elle Girl được bắt đầu phát sóng Cuối năm 2008, nhóm tham gia chuyến lưu diễn SM Town Live '08 cùng với các nghệ sĩ của SM Entertainment.

### 2009:Gee,Genie, nhóm nhạc quốc dân, chuyến lưu diễn châu Á đầu tiên và sự gia tăng mức độ nổi tiếng

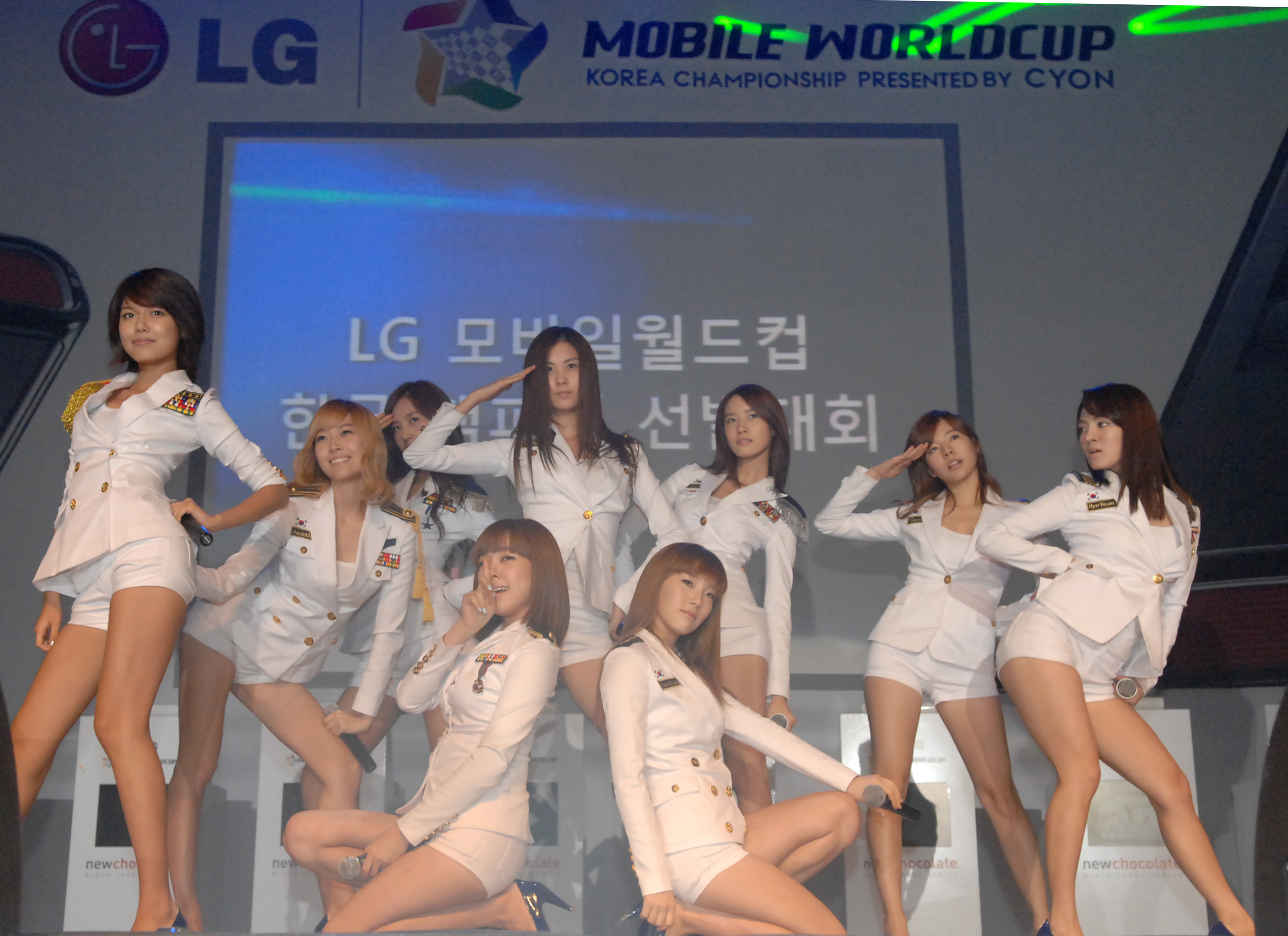
Girls' Generation biểu diễn ca khúc "Genie" ở sự kiện LG Mobile Worldcup.

Tháng 1 năm 2009, Girls' Generation phát hành mini album đầu tay Gee. Bài hát chủ đề "Gee" đạt vị trí số 1 trên bảng xếp hạng âm nhạc thời gian thực của Cyworld trong ngày đầu ra mắt. Bài hát cũng đã leo lên vị trí dẫn đầu tại nhiều bảng xếp hạng âm nhạc kĩ thuật số lớn trong vòng 2 ngày. Nhóm bắt đầu quảng bá cho mini-album vào tháng 1 năm 2009 trên chương trình âm nhạc Show! Music Core. Một tuần sau khi phát hành, "Gee" giành chiến thắng trên các chương trình âm nhạc Music Bank. và Inkigayo. "Gee" sau đó đã trở thành một hiện tượng, phá vỡ kỉ lục bài hát có số tuần đứng đầu liên tiếp nhiều nhất trên Music Bank với 9 tuần liên tiếp vượt qua kỉ lục 7 tuần trước đó được lập bởi Jewelry vào năm 2008 với bài hát "One More Time". SM Entertainment đã thông báo rằng hơn 100.000 bản của mini-album đã được giao cho các cửa hàng, trong khi đó, công ty thống kê doanh số album Hanteo cho biết hơn 30.000 bản đã được tiêu thụ trong 10 ngày đầu album ra mắt. Đối với bảng xếp hạng âm nhạc trực tuyến, "Gee" đứng ở vị trí đầu bảng trên Mujikon, Melon và Mnet trong 8 tuần liên tiếp, trên Dosirak trong 7 tuần, trên Muse trong 6 tuần và trên Baksu trong 4 tuần.

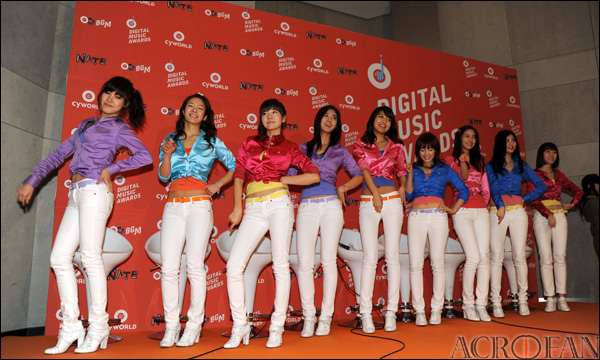
Girls' Generation tại lễ trao giải Cyworld Digital Music Awards năm 2009.

Tháng 6 năm 2009, Girls' Generation tiếp tục phát hành mini-album thứ hai Tell Me Your Wish (Genie). Girls' Generation bắt đầu quảng bá cho bài hát chủ đề của album từ ngày 26 tháng 6 trên Music Bank. Vì một số tranh cãi về bìa đĩa của Tell Me Your Wish (Genie), việc phát hành album dưới dạng đĩa đã bị SM Entertainment hoãn lại đến ngày 29 tháng 6 để thiết kế lại bìa đĩa. Trong tuần đầu tiên sau khi được phát hành, "Tell Me Your Wish (Genie)" giành được chiến thắng trên Music Bank vào ngày 10 tháng 7 và Inkigayo vào ngày 12 tháng 7. Chỉ trong vài ngày, bài hát đã đứng đầu 10 bảng xếp hạng âm nhạc trực tuyến khác nhau. như Melon, Dosirak, Mnet và Bugs cũng như bảng xếp hạng nhạc chờ điện thoại SKT trong tuần đầu tiên của tháng 7. Mini-album đã bán được khoảng hơn 50.000 bản trong tuần đầu đầu tiên phát hành, gần như gấp đôi doanh thu tuần đầu của Gee]. Tính đến năm 2010, mini-album đã bán được hơn 200.000 bản.
Tháng 11 năm 2009, Girls' Generation được công bố là sẽ tổ chức chuyến lưu diễn độc lập đầu tiên của nhóm - Into The New World Tour. Vé tham dựu chuyến lưu diễn bắt đầu được bán vào ngày 19 tháng 11, và bán hết chỉ sau 3 phút. Chuyến lưu diễn bắt đầu với 2 đêm diễn ở Hàn Quốc vào ngày 19 và 20 tháng 12 rồi tiếp tục với các thành phố ở châu Á khác như Thượng Hải và Đài Bắc.

### 2010:Oh!, ra mắt tại Nhật Bản vàHoot

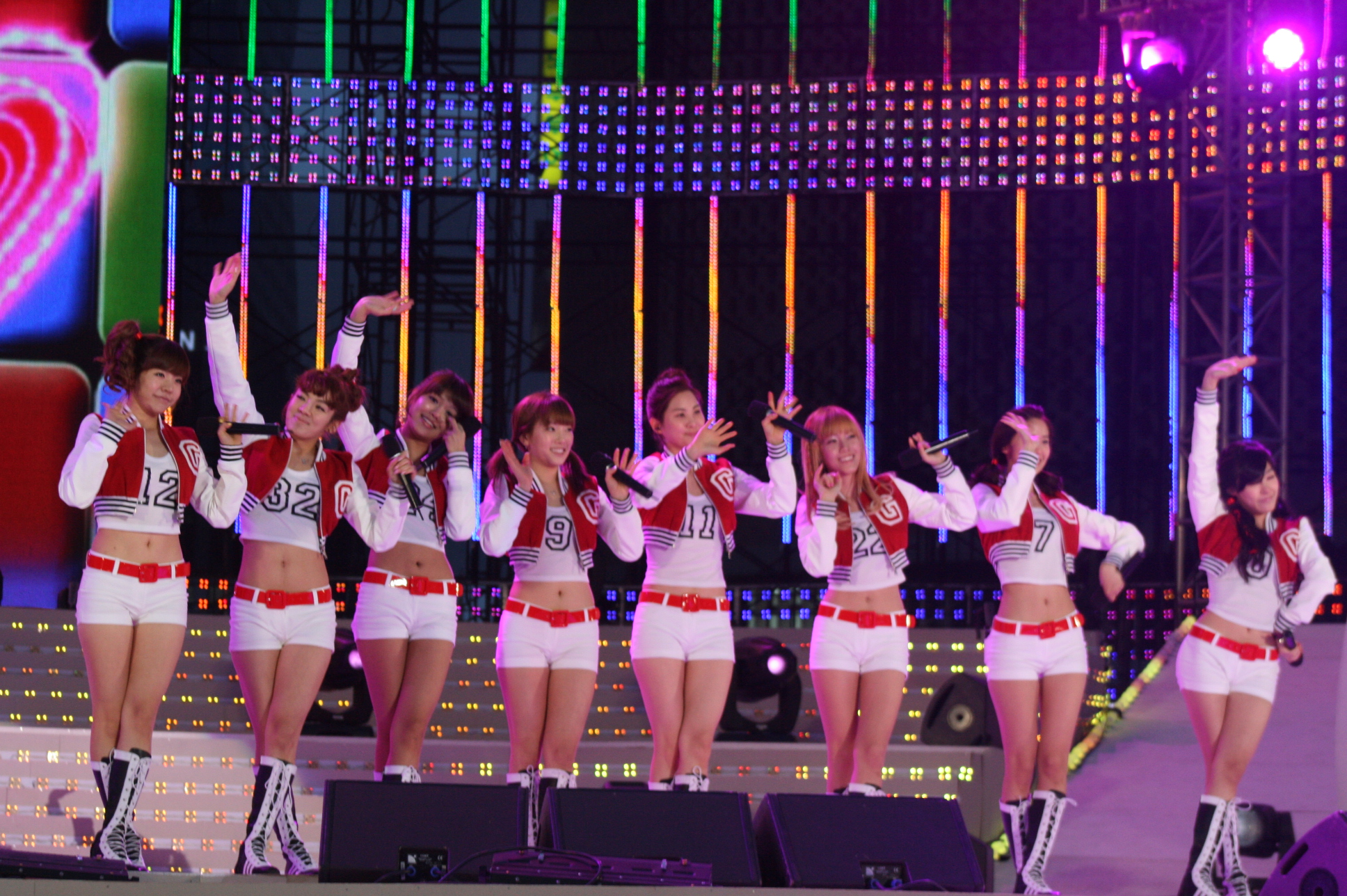
Girls' Generation trong trang phục biểu diễn "Oh!"

Đầu năm 2010, SM Entertainment xác nhận rằng album phòng thu thứ hai của nhóm mang tên Oh!, sẽ được phát hành vào ngày 28 tháng 1. đĩa đơn chính từ album, "Oh!", được phát hành dưới dạng kĩ thuật số vào ngày 25 tháng 1 cùng với video âm nhạc được ra mắt sau đó 2 ngày. Với "Oh!", nhóm đã giành được 5 chiến thắng liên tiếp tại chương trình âm nhạc hàng tuần Music Bank, cũng như 3 lần đứng đầu tại Inkigayo. "Oh!" cũng giành chiến thắng tại bảng xếp hạng nửa đầu năm của Music Bank, đứng thứ 2 tại bảng xếp hạng doanh số nửa đầu năm của Hanteo, và chiến thắng tại bảng xếp hạng cuối năm của Music Bank. Video âm nhạc của nhóm cũng có số lượng lượt xem nhiều nhất trên YouTube tại Hàn Quốc trong năm 2010. Nó cũng đứng đầu bảng xếp hạng tại Hồng Kông và lọt vào top 10 ở Đài Loan và Nhật Bản. Ngày 17 tháng 3 năm 2010, Girls' Generation phát hành một phiên bản mới của album Oh! với bài hát chủ đề "Run Devil Run". Vào giữa tháng 6, nhóm thông báo rằng đã ký kết hợp đồng vào tháng 5 và sẽ làm việc với nhãn hiệu thu âm Nayutawave Records thuộc Universal Music Japan cho những hoạt động của mình tại Nhật Bản.
Girls' Generation bắt đầu hoạt động tại Nhật Bản vào tháng 8 với DVD Girls' Generation's Arrival ～ First Time in Japan Commemoration Disc ～, một DVD bao gồm 7 video âm nhạc của nhóm cũng như một đoạn phim đặc biệt tặng thêm, được phát hành vào ngày 11. Phiên bản đặc biệt của DVD bao gồm vé để tham gia chương trình biểu diễn đầu tiên của nhóm ở Nhật Bản tại Tokyo Ariake Colliseum vào ngày 25 tháng 8. Trong tuần đầu tiên phát hành, DVD đã bán được 23.000 bản, đứng thứ 4 trên bảng xếp hạng DVD hàng tuần của Oricon và thứ 3 trên bảng tổng sấp DVD âm nhạc, giúp nhóm trở thành nhóm nhạc nữ K-pop đầu tiên lọt vào top 5 của bảng xếp hạng Oricon-DVD. Đan xen những hoạt động tại Nhật Bản của mình, Girls' Generation còn tham gia chuyến lưu diễn SMTown Live '10 World Tour cùng với các nghệ sĩ cùng công ty quản lý SM bắt đầu từ ngày 21 tháng 8 tại Sân vận động Olympic. Những buổi diễn sau đó tại Thượng Hải, Los Angeles, Paris và Tokyo cũng có sự góp mặt của nhóm.

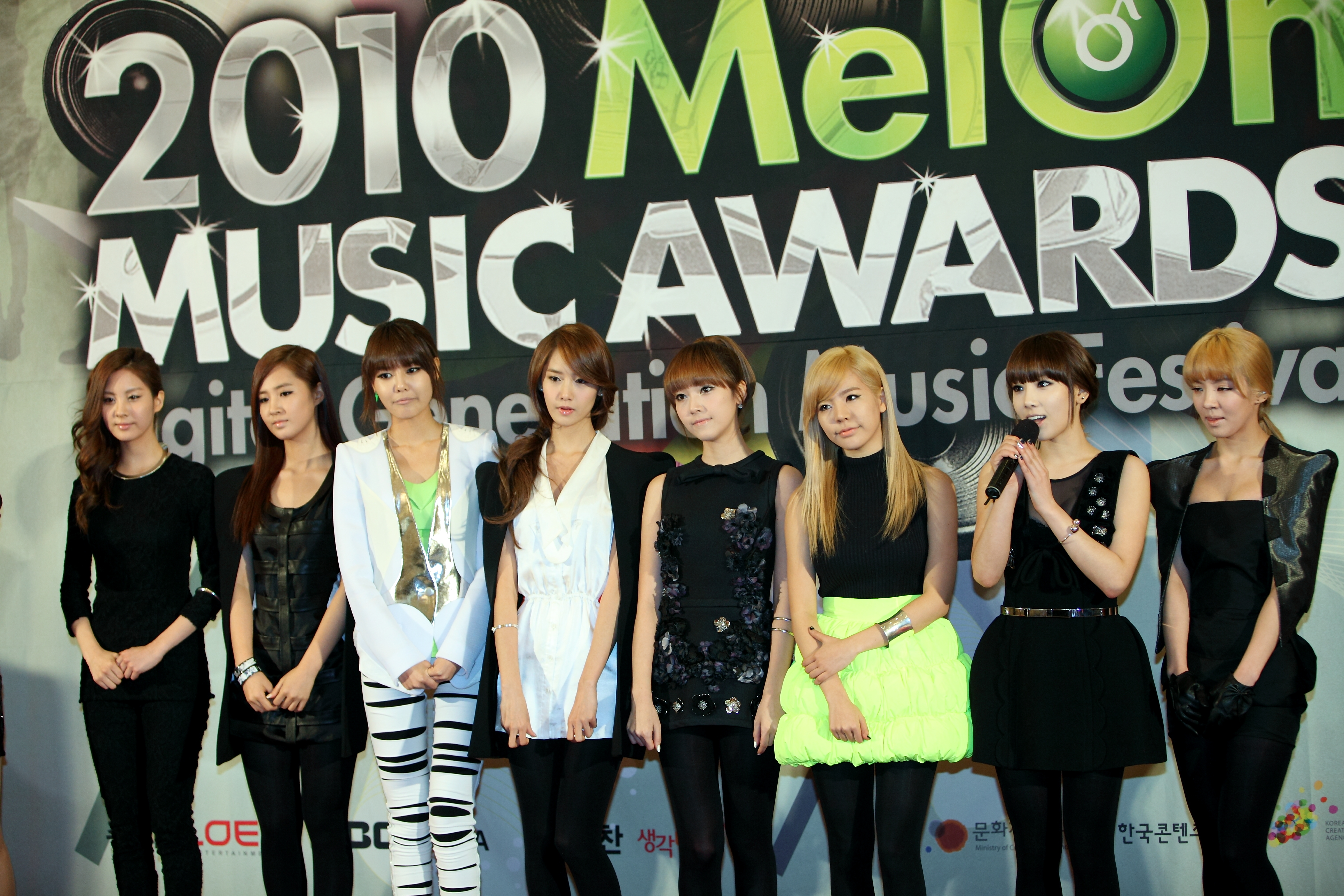
Girls' Generation tại thảm đỏ Melon Music Awards năm 2010.

Ngày 25 tháng 8, Girls' Generation tổ chức buổi hòa nhạc đầu tiên ở Nhật Bản tại Tokyo Ariake Colliseum. Với số lượng người hâm mộ tham dự được dự tính ban đầu là 10.000 người, đây được cho là kế hoạch có quy mô lớn nhất đối với một nghệ sĩ Hàn Quốc khi ra mắt tại Nhật Bản. Tuy nhiên, do số lượng người mong muốn tham gia đông hơn dự tính, ban quản lý đã phải tổ chức buổi diễn 3 lần trong một ngày để đáp ứng đủ nhu cầu của người hâm mộ. Nhóm đã trình diễn 5 bài hát tiếng Hàn tại mỗi buổi biểu diễn với tổng số người tham dự trong cả ba lần được ước tính ít nhất là khoảng 22.000 người. Đĩa đơn tiếng Nhật đầu tay của nhóm "Genie" đã đạt ví trí thứ 5 trong ngày đầu tiên phát hành trên bảng xếp hạng hằng ngày của Oricon rồi sau đó vươn lên vị trí thứ 2 một vài ngày sau đó, đồng thời cũng đạt hạng 4 tại bảng xếp hạng hằng tuần. Với số lượng đặt hàng là 80.000, đĩa đơn đã bán được khoảng 45.000 bản trong tuần đầu tiên phát hành.

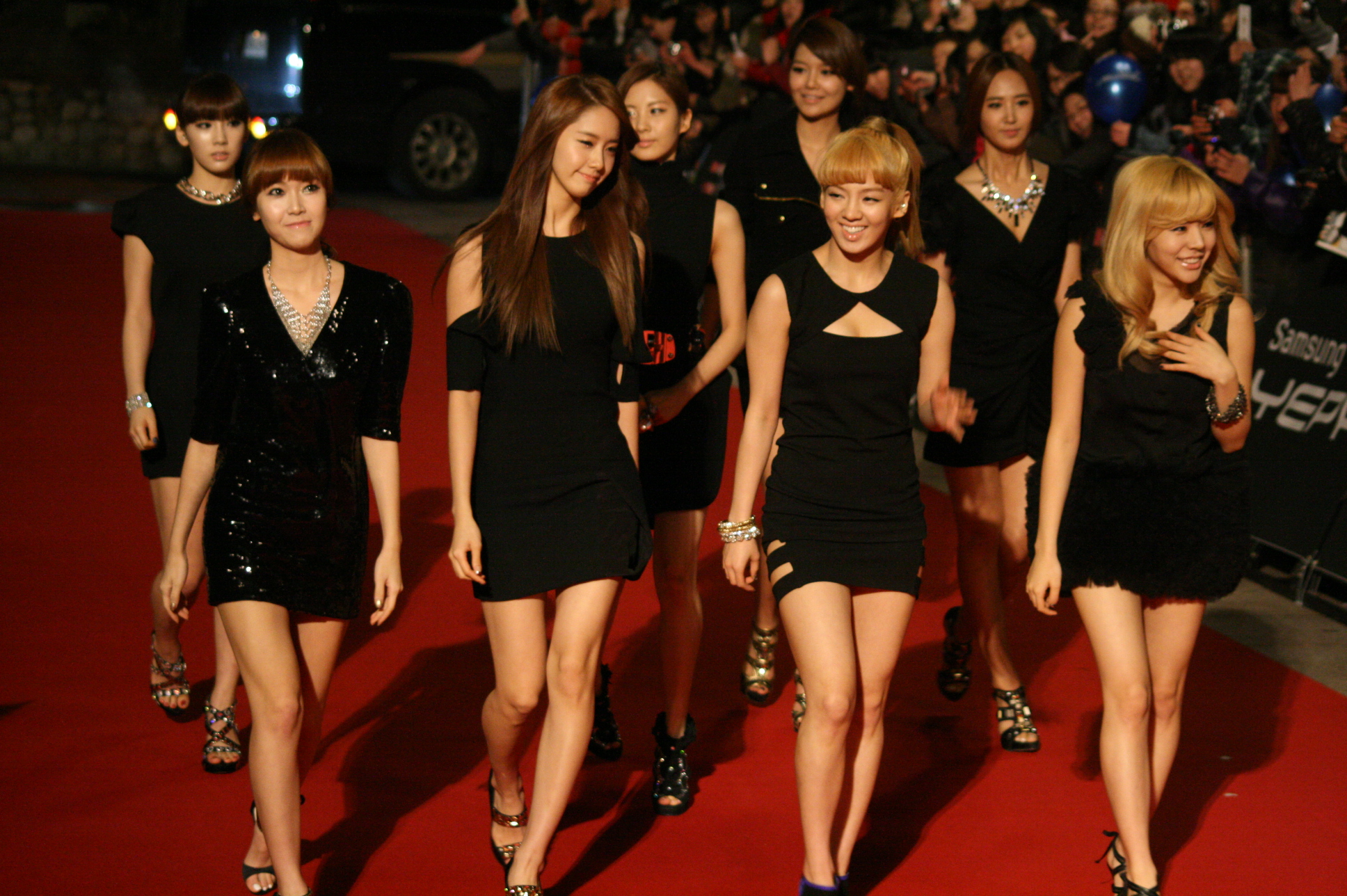
Girls' Generation tại lễ giao giải Golden Disk Awards vào tháng 12 năm 2010.

Ngày 20 tháng 10, Girls' Generation phát hành đĩa đơn tiếng Nhật thứ hai của mình, "Gee". Một tuần sau khi phát hành đĩa đơn, nhóm tiếp tục cho ra mắt mini-album tiếng Hàn thứ 3, Hoot vào ngày 27 tháng 10. Video âm nhạc của bài hát chủ đề "Hoot" được phát hành 1 ngày sau đó. "Hoot" nhanh chóng vươn lên vị trí dẫn đầu tại nhiều bảng xếp hạng và giành được nhiều chiến thắng tại các chương trình âm nhạc. Ngày 22 tháng 12, phiên bản tái bản của Hoot được phát hành ở Nhật Bản. Phiên bản này đạt vị trí thứ 2 trên bảng xếp hạng của Oricon và bán được 21.000 bản trong ngày đầu tiên.
Ngày 9 tháng 12, Girls' Generation nhận được 3 giải thưởng trong đó có giải Disk Daesang (album của năm) cho album Oh! tại lễ trao giải Golden Disk Awards. Nhóm cũng trở thành nhóm nhạc nữ đầu tiên và duy nhất (cho đến hiện tại) chiến thắng cả hai giải Disk Daesang và Digital Daesang (năm 2009 với "Gee"). Ngày 15 tháng 12, nhóm nhận được giải thưởng Nghệ sĩ của năm lần thứ hai liên tiếp tại lễ trao giải Melon Music Awards. Nhóm cũng đứng đầu bảng xếp hạng Giải thưởng dành cho nghệ sĩ năm 2010 của bảng xếp hạng doanh số album Hàn Quốc Hanteo. Nhóm cũng lọt vào danh sách 50 người dẫn đầu quyền lực nhất tại Hàn Quốc năm 2010 của Asia Today ở vị trí thứ 40, cũng là nhóm nhạc thần tượng duy nhất trong danh sách.

### 2011:Girls' Generation, lưu diễn, mở rộng thị trường nước ngoài vàThe Boys

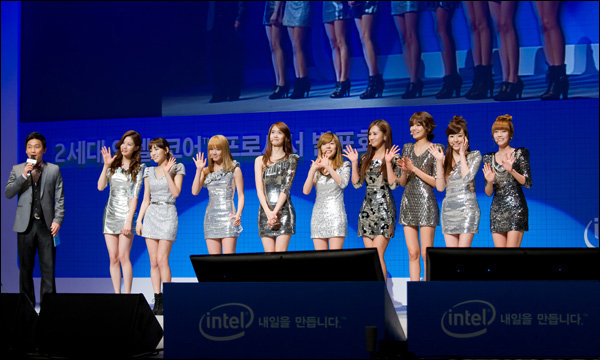
Girls' Generation tại buổi hòa nhạc Visual Dream World Premiere.

Vào khoảng cuối tháng 1, nhóm được thông báo sẽ quay trở lại thị trường Nhật Bản với phiên bản tiếng Nhật của "Run Devil Run" dưới dạng kĩ thuật số, được phát hành vào ngày 25 tháng 1 năm 2011. Vào ngày 20 tháng 1 năm 2011, tại lễ trao giải Seoul Music Awards lần thứ 20, nhóm đã nhận được các giải thưởng Nghệ sĩ của năm, Nghệ sĩ được yêu thích, Bonsang và giải Làn sóng Hàn Quốc. Nhờ đó, Girls' Generation đã trở thành một trong 4 nghệ sĩ trong lịch sử âm nhạc Hàn Quốc (cùng với Seo Taiji, Jo Sungmo và H.O.T.) được nhận giải 'Nghệ sĩ của năm' trong 2 năm liền. Nhóm cũng trở thành nhóm nhạc nữ duy nhất trong lịch sử nhận được giải thưởng này của Seoul Music Awards và MelOn Music Awards trong 2 năm liền. Họ còn nhận được 2 giải Daesang tại giải thưởng Golden Disk năm 2009 và 2010. Ngày 27 tháng 4, nhóm phát hành đĩa đơn tiếng Nhật thứ ba "Mr. Taxi / Run Devil Run", bao gồm bài hát nguyên bản tiếng Nhật đầu tiên của nhóm "Mr. Taxi" và phiên bản tiếng Nhật của "Run Devil Run" Tại lễ trao giải MTV Video Music Aid Japan 2011, Girls' Generation giành chiến thắng ở hai hạng mục Video của nhóm nhạc xuất sắc nhất và Bài hát Karaoke xuất sắc nhất cho phiên bản tiếng Nhật của "Genie". Ngày 1 tháng 6, nhóm cho phát hành album phòng thu tiếng Nhật đầu tay, Girls' Generation. Nhóm quảng bá cho album này thông qua chuyến lưu diễn Nhật Bản đầu tiên, The 1st Japan Arena Tour, bắt đầu từ Osaka vào ngày 31 tháng 5 năm 2011. Tổng cộng 14 đêm diễn tại 6 thành phố đã được tổ chức từ cuối tháng 5 cho tới đầu tháng 7. Buổi lưu diễn đã được ước tính ít nhất 200,000 người đã tham gia.
Ngày 1 tháng 6,Girls Generation chính thức ra mắt album phòng thu tiếng Nhật đầu tiên - Girls' Generation. Ngay trong tuần đầu tiên, album đã bán được hơn 200,000 ngàn bản và nhanh chóng đạt vị trí số 1 trên BXH Oricon Weekly Album Chart. Đồng thời cũng trở thành album tiếng Nhật bán chạy nhất tuần đầu tại Nhật Bản của S.M Entertainment.

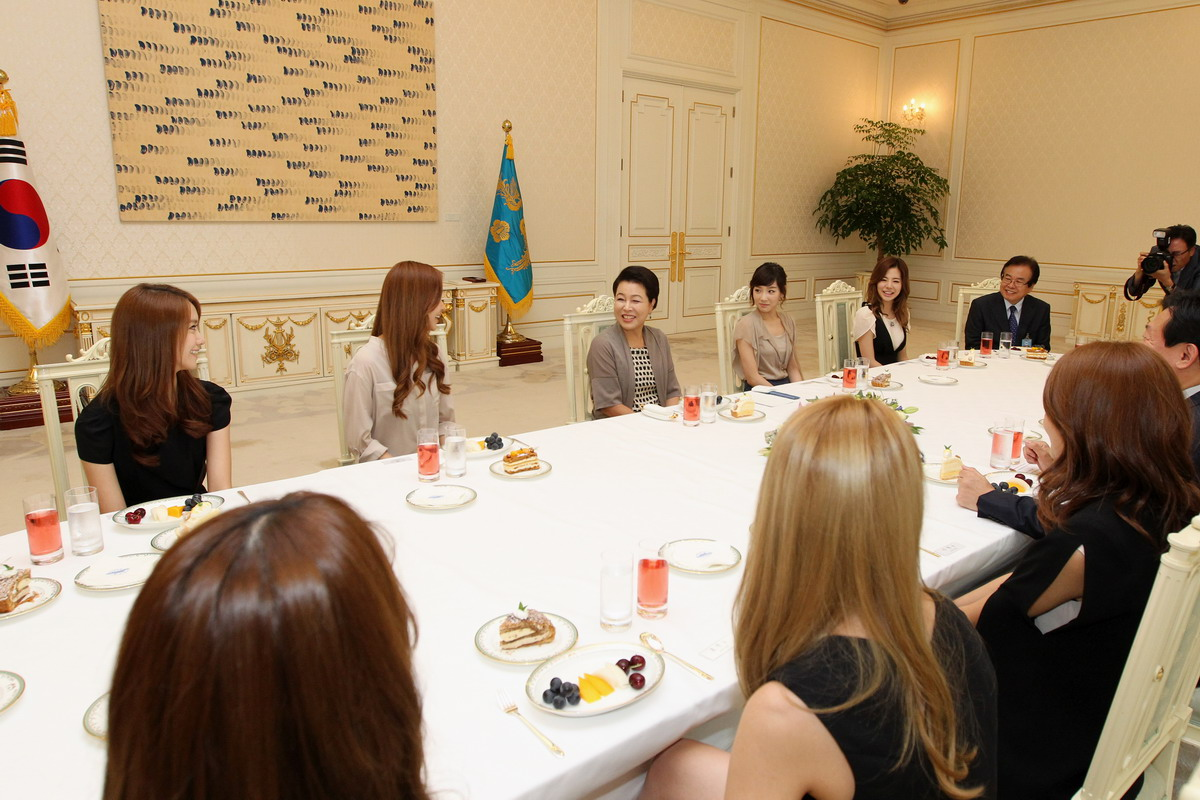
Girls' Generation gặp gỡ cựu Đệ Nhất Phu nhân Hàn Quốc, bà Kim Yoon-ok vào tháng 8 năm 2011.

Ngày 14 tháng 6, Girls' Generation đã được chứng nhận Bạch kim (250.000 bản) bởi Hiệp hội Công nghiệp Thu âm Nhật Bản, giúp cho nhóm trở thành nghệ sĩ Hàn Quốc thứ 5, sau S.E.S, BoA, TVXQ và KARA, nhận được chứng nhận này. Girls' Generation sau đó nhận được chứng nhận Bạch kim thứ hai (500.000 bản) vào ngày 8 tháng 7 năm 2011, giúp Girls' Generation trở thành nhóm nhạc nữ Hàn Quốc đầu tiên đạt được điều này.
Nhóm cũng đã lập kỉ lục có số lượng album đầu tay bán ra cao nhất trong số các nghệ sĩ nước ngoài tại Nhật Bản. Girls' Generation còn là nghệ sĩ Hàn Quốc thứ 4 đạt được ví trí số 1 tại bảng xếp hạng doanh số album hàng tuần sau BoA, TVXQ và Big Bang, và là nghệ sĩ thứ 3 vượt qua số doanh số 500.000 bản sau BoA và TVXQ. Girls' Generation đã trở thành nghệ sĩ nước ngoài có doanh thu cao nhất tại Nhật Bản trong nửa đầu năm 2011. Tính đến cuối năm 2011, album đã bán được hơn 728.000 bản. Girls' Generation sau đó tiếp tục được chứng nhận một triệu bản bởi Hiệp hội Công nghiệp Thu âm Nhật Bản, giúp cho nhóm trở thành nhóm nhạc nữ Hàn Quốc đầu tiên cũng như nghệ sĩ Hàn Quốc thứ hai (sau BoA với album Best of Soul vào năm 2005) đạt được thành tích này. Đây còn là album bán chạy thứ 5 tại Nhật Bản vào năm 2011 và giành được danh hiệu Album của năm tại MTV Video Music Awards Japan năm 2011. Đĩa đơn "Mr. Taxi / Run Devil Run", cũng đã từng bán được hơn 100.000 bản trong tuần đầu, nắm giữ vị trí số 1 tại bảng xếp hạng Billboard Japan Hot 100 trong 2 tuần liên tiếp và được đề cử cho giải thưởng Video của năm tại MTV Video Music Awards Japan năm 2011.
Chuyến lưu diễn vòng quanh châu Á thứ 2 của nhóm được công bố bởi SM Entertainment vào tháng 6 năm 2011. Vé được bắt đầu bán vào ngày 7 tháng 6 năm 2011 trên GMarket. Vào ngày 24 tháng 7, Girls' Generation đã được SISA Press chọn là "Nghệ sĩ có sức ảnh hưởng nhất Hàn Quốc" trong năm 2011, sau khi đứng tại ví trí thứ 6 vào năm trước. Với hy vọng mở rộng ra các thị trường nước ngoài, Girls' Generation đã ký hợp đồng với Universal Music Group vào năm 2011 để phát hành những sản phẩm âm nhạc dưới nhãn hiệu Interscope Records. Album phòng thu tiếng Hàn thứ ba của nhóm với tên gọi The Boys ban đầu được lên kế hoạch phát hành thông qua iTunes và trên các trang mạng âm nhạc trực tuyến ở châu Á, bao gồm cả Hàn Quốc vào ngày 5 tháng 10 năm 2011. Nhưng vào ngày 30 tháng 9, album đã bị hoãn lại với mong muốn được phát hành trên toàn thế giới. Album được chính thức phát hành vào ngày 19 tháng 10.

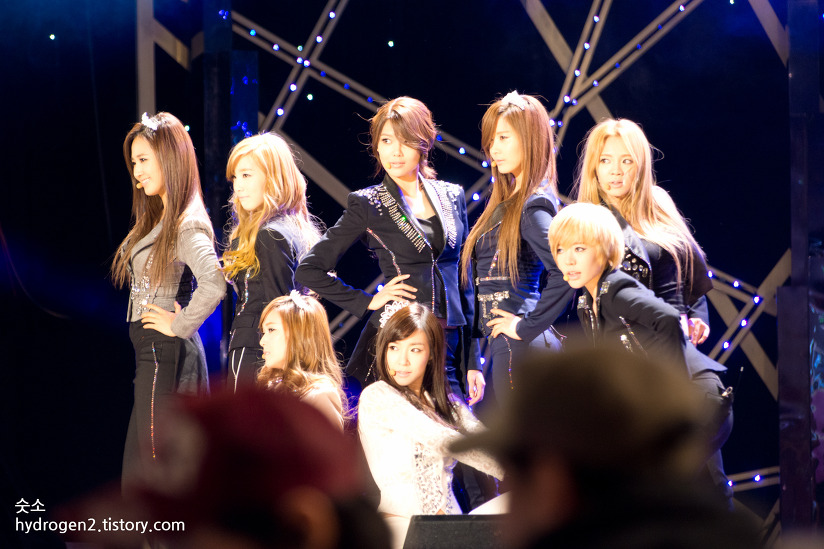
Girls' Generation tại lễ trao giải Văn hóa và Nghệ thuật Đại chúng Hàn Quốc vào tháng 11 năm 2011.

Bài hát chủ đề của album, "The Boys", được đồng sáng tác bởi thành viên Tiffany và sản xuất bởi Teddy Riley, nhà sản xuất nổi tiếng đã từng làm việc với Michael Jackson, được phát hành với 2 phiên bản tiếng Hàn và tiếng Anh, sau đó là tiếng Nhật. Chỉ trong một vài phút sau khi "The Boys" được phát hành, Girls' Generation đã nhanh chóng đứng đầu mọi bảng xếp hạng trực và ngoại tuyến nổi tiếng tại Hàn Quốc. Mặc dù không không có mặt trong bảng xếp hạng Billboard Hot 100, bài hát đã lọt vào top 30 tại bảng xếp hạng iTunes tại Mỹ, bán được hơn 21.000 bản và trở thành một trong những bài hát K-pop bán chạy nhất tại thời điểm đó ở Mỹ. album bán được 227.994 bản trong vòng 12 ngày tại Hàn Quốc, trở thành album bán chạy nhất vào tháng 10 và bán chạy thứ 3 trong năm 2011. Vào cuối tháng 9, "The Boys" đã bán được hơn 150.000 bản, tổng cộng là 385.348 bản. Chỉ với 2 tháng cuối năm, "The Boys" trở thành bài hát kĩ thuật số bán chạy thứ 10 tại Hàn Quốc vào năm 2011, bán được 3.032.658 bản kể từ khi phát hành vào tháng 10. Cho đến tháng 4 năm 2012, album phòng thu thứ ba "The Boys" đã bán được hơn 410.000 bản tại Hàn Quốc, vượt qua doanh số của album "Oh!" của chính nhóm để trở thành album bán chạy nhất trong lịch sử bảng xếp hạng Gaon nếu không tính những album được tái bán lại.(tính riêng nhóm nữ). Album "The Boys" đã giữ vững danh hiệu album nhóm nữ bán chạy nhất lịch sử Gaon 8 năm liên tục, mãi đến 1/2020.

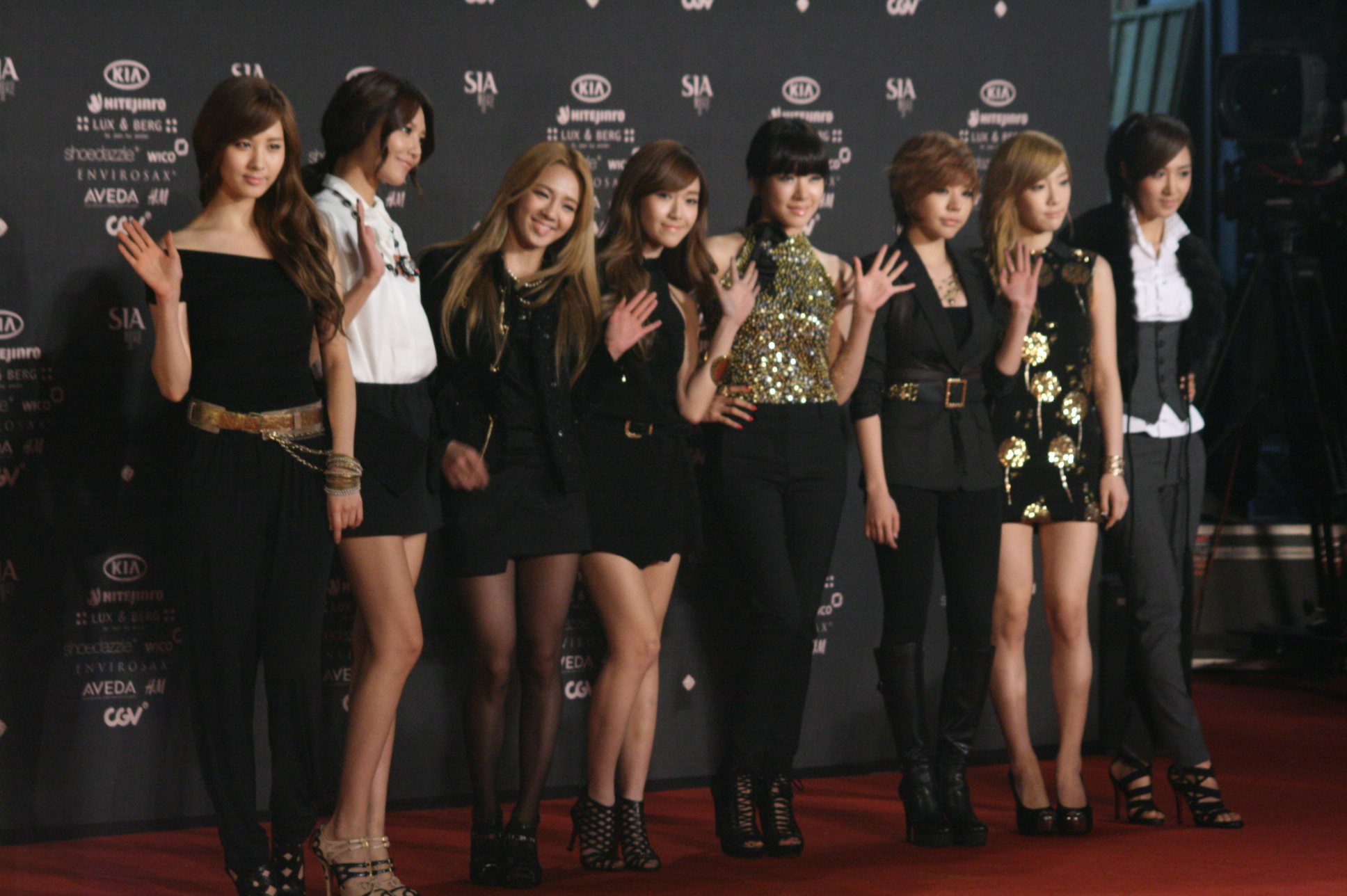
Girls' Generation tại lễ trao giải Style Icon Awards năm 2011.

Tháng 11 năm 2011, Girls' Generation phát hành cuốn sách ảnh tiếng Nhật đầu tay mang tên Holiday. Holiday, đạt vị trí số một tại bảng xếp hạng doanh số sách bán ra trong thể loại tập sách ảnh với 17.000 được tiêu thụ trong tuần đầu tiên sau khi được phát hành vào ngày 30 tháng 11 và xếp hạng thứ 18 trên bảng tổng sấp doanh số sách. The 1st Japan Arena Tour cũng được phát hành dưới phiên bản Blu-ray và DVD sau đó vào ngày 14 tháng 12 năm 2011.
Ngày 29 tháng 11, nhóm tham gia lễ trao giải Mnet Asian Music Awards 2011 tổ chức tại Singapore, nhóm giành giải "Nhóm nhạc nữ xuất sắc nhất" và Daesang "Nghệ sĩ của năm".
Ngày 28 tháng 12, Girls' Generation phát hành phiên bản tái bản cho album tiếng Nhật đầu tay Girls' Generation, bao gồm phiên bản tiếng Nhật của "The Boys", và các phiên bản phối nhạc của "The Great Escape", "Bad Girl" và "Mr. Taxi", cũng như một bài hát mới mang tên "Time Machine". Album đứng thứ 5 tại bảng xếp hạng CD Album hàng tuần của Oricon trong tuần thứ hai của tháng 1 năm 2012  và Oricon đã thông báo rằng đây là lần đầu tiên trong lịch sử album của một nghệ sĩ Hàn Quốc đứng tại top 10 trong 17 tuần. Trước đó, kỉ lục được lập bởi nhạc phim gốc của bộ phim Hàn Quốc "Winter Sonata", với 16 tuần trong top 10. Nhờ những sản phẩm âm nhạc tại Nhật Bản, nhóm đứng thứ 5 trong danh sách các nghệ sĩ tại Nhật thu được nhiều lợi nhuận nhất với hơn 4.5 tỉ yên (57 triệu đô la Mỹ) năm 2011.

### 2012: Quảng bá quốc tế, Girls' Generation-TTS vàGirls & Peace

Girls' Generation tại sự kiện ra mắt sản phẩm LG Cinema 3D Smart TV vào tháng 1 năm 2012.

Tháng 1 năm 2012, tại lễ trao giải Golden Disk Awards được tổ chức ở Osaka, Girls' Generation nhận được hai giải thưởng bao gồm Digital Bonsang và quan trọng hơn là Digital Daesang cho "The Boys", đồng thời Girls' Generation trở thành nghệ sĩ đầu tiên và là nhóm nhạc nữ duy nhất cùng trong lịch sử trao giải Golden Disk Awards nhận được 2 giải Digital Daesang. Một tuần sau đó, tại lễ trao giải Seoul Music Awards nhóm nhận được hải giải Bonsang và Nhóm nhạc được yêu thích nhất. Nhóm còn giành được hai giải thưởng nữa tại lễ trao giải Gaon Chart K-Pop Awards, bao gồm giải album của quý 4 và giải Nghệ sĩ Hallyu của Oricon.
Tháng 1 năm 2012, Girls' Generation trở thành nghệ sĩ Hàn Quốc đầu tiên biểu diễn trên hai chương trình truyền hình Mỹ Late Show with David Letterman và Live! with Kelly. Nhóm cũng biểu diễn trên chương trình truyền hình Pháp Le Grand Journal vào tháng 2 năm 2012 và cho biết sẽ phát hành "The Boys" tại Pháp thông qua nhãn hiệu Polydor Records của Universal Music Group vào ngày 13 tháng 2. Trong cùng tháng đó, Girls' Generation một lần nữa đứng đầu danh sách 40 người nổi tiếng quyền lực nhất Hàn Quốc của Forbes. Theo số liệu về thu nhập của các nhóm nhạc Hàn Quốc trong năm 2011 được công bố vào tháng 3 năm 2012, Girls' Generation đứng đầu so với các nghệ sĩ trong cùng công ty với thu nhập hơn 100 tỉ won, tức khoảng 88,56 triệu đô la Mỹ. Tại thị trường Nhật Bản, nhóm cũng đứng 7 trong số các nghệ sĩ Nhật Bản và đứng đầu trong số các nghệ sĩ Hàn Quốc về doanh thu sau khi kiếm được hơn 4,3 tỉ yên (51 triệu đô là Mỹ) vào năm 2012.

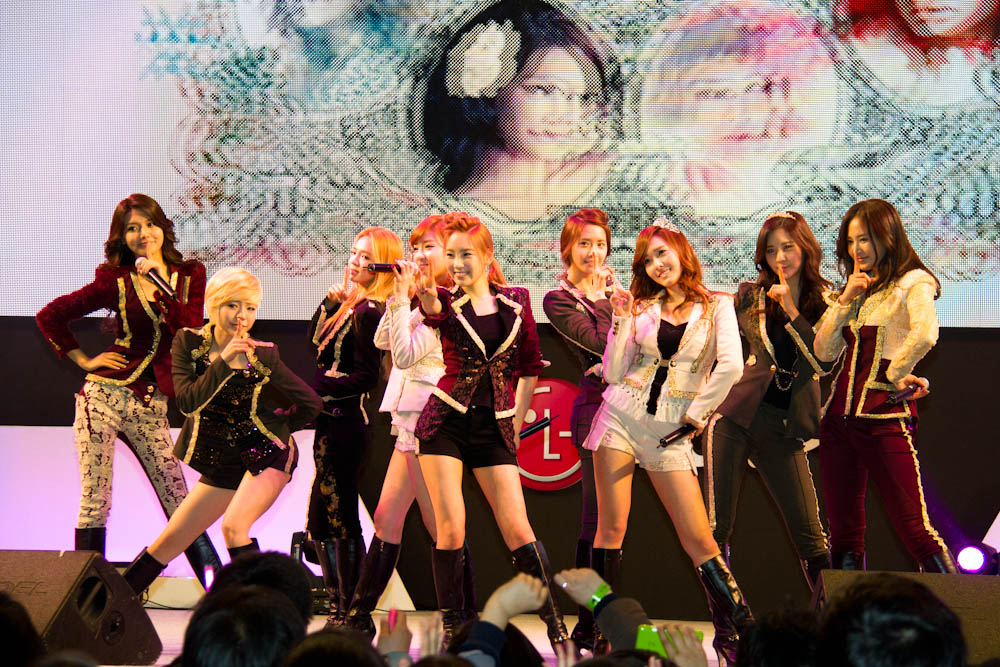
Girls' Generation biểu diễn tại lễ hội LG Cinema 3D World vào tháng 4 năm 2012.

Vào ngày 30 tháng 4, SM Entertainment thành lập nhóm nhỏ mang tên Girls' Generation-TTS, một nhóm nhỏ bao gồm các thành viên Taeyeon, Tiffany và Seohyun đã được thành lập và cho ra mắt mini-album đầu tay, Twinkle, vào ngày 2 tháng 5 năm 2012. "Twinkle" ra mắt tại vị trí thứ 126 trên Billboard 200, đạt vị trí số 1 trên Billboard World Album, bán được hơn 3.000 bản ở Mỹ và trở thành album K-pop có vị trí cao nhất trên bảng xếp hạng này tại thời điểm đó. Vào ngày 20 tháng 5 năm 2012, nhóm đã cùng với các nghệ sĩ trong công ty biểu diễn tại Honda Center ở Anaheim trong ngày đầu của SMTown Live World Tour III. Chuyến lưu diễn sau đó còn đi qua Nhật Bản, Hàn Quốc, Singapore, Thái Lan và Indonesia.
Đĩa đơn tiếng Nhật thứ tư của nhóm "Paparazzi" được phát hành vào ngày 27 tháng 6. Việc phát hành "Paparazzi" đã giúp cho tổng doanh số các đĩa đơn được bán ra ở Nhật Bản của nhóm đạt được hơn 647.000 bản, theo SoundScan Japan. Cùng tháng đó, nhóm giành chiến thắng giải "Album xuất sắc nhất năm" cho album tiếng Nhật đầu tay tại 2012 VMAJs. Vào ngày 3 tháng 7 năm 2012, nhóm thông báo sẽ phát hành bộ tem chính thức vào tháng 8 để để kỉ niệm 5 năm ngày thành lập nhóm. Có tổng cộng 14 con tem được sản xuất, in hình bìa đĩa của các album cùng với chữ ký của các thành viên. Đây là lần đầu tiên một nghệ sĩ phối hợp với Bưu điện Hàn Quốc để sản xuất tem. Trong vong một giờ sau khi phát hành, hơn một nửa số tem có sẵn đã được bán hết. Vào ngày 10 tháng 8 năm 2012, nhóm thông báo sẽ phát hành Blu-ray/DVD mang tên "Girls' Generation Complete Video Collection".

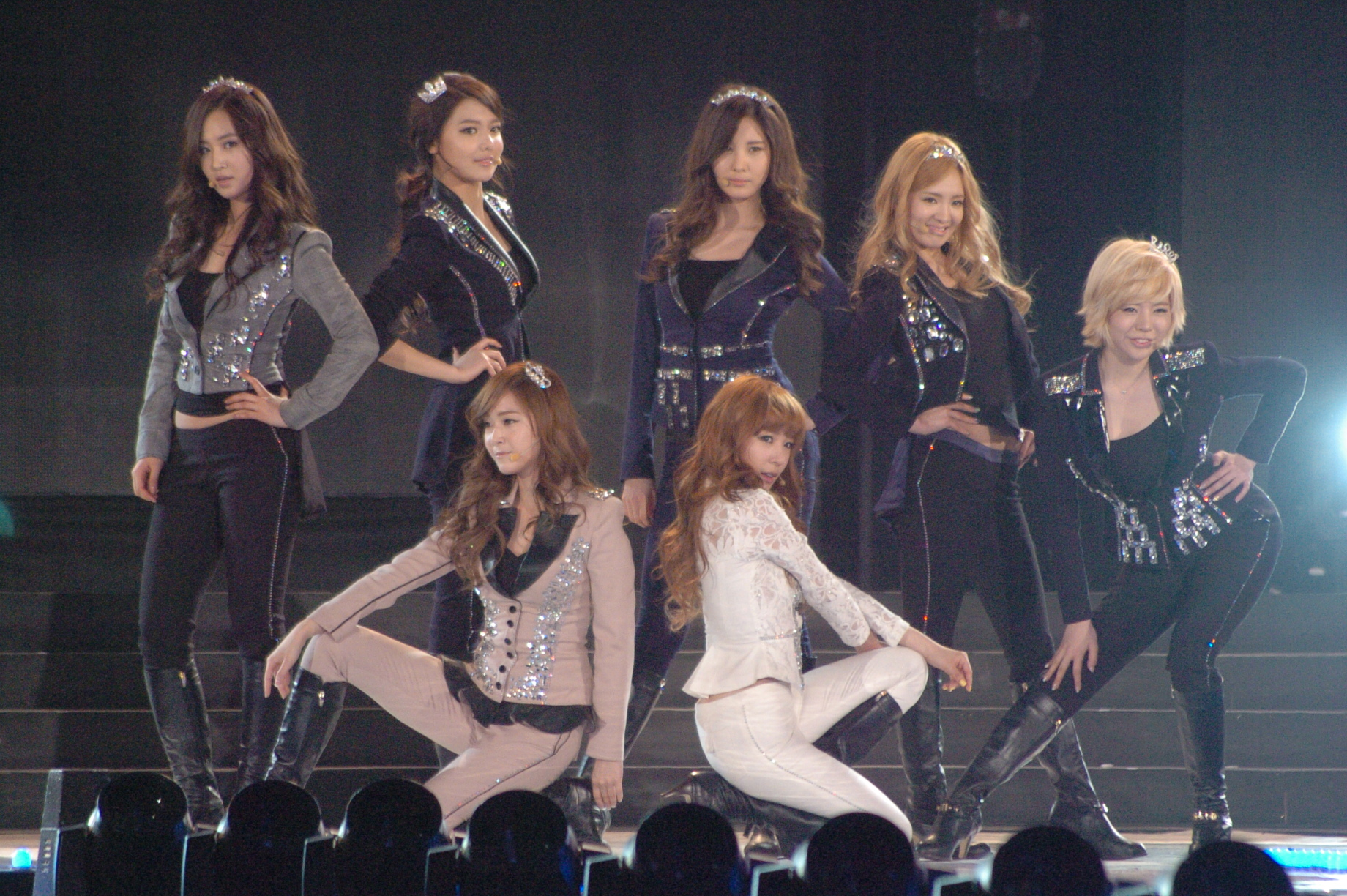
Girls' Generation biểu diễn tại sự kiện K-pop Collection vào tháng 10 năm 2012.

Đĩa đơn tiếng Nhật thứ năm của nhóm "Oh! / All My Love Is For You" được phát hành vào ngày 26 tháng 9 năm 2012. Đĩa đơn đã đứng vị trí số 1 tại bảng xếp hạng đĩa đơn hằng tuần của Oricon, bán được 66,000 bản trong tuần đầu phát hành. Album phòng thu tiếng Nhật thứ hai của nhóm, Girls' Generation II: Girls & Peace, được phát hành vào ngày 28 tháng 11 năm 2012. album được ra mắt sau khi đĩa đơn nằm trong album, "Flower Power" được phát hành trước đó 1 tuần. "Flower Power" bán được 29,000 bản trong tuần đầu tiên, đạt vị trí thứ 5 tại bảng xếp hạng của Oricon. Trong khi đó, Girls & Peace bán được 116,963 bản trong tuần đầu tiên phát hành, đứng thứ 3 tại bảng xếp hạng album hằng tuần của Oricon. Girls & Peace đã được chứng nhận Bạch kim bởi Hiệp hội Công nghiệp Thu âm Nhật Bản (RIAJ). Nhóm cũng phát hành 2011 Girls' Generation Tour DVD vào ngày 30 tháng 11 năm 2012, bao gồm những đoạn phim hậu trường từ chuyến lưu diễn năm 2011 cùng tên và những bài phỏng vấn với các thành viên của nhóm.
Tháng 12 năm 2012, Girls' Generation phát hành đĩa đơn "Dancing Queen", một phiên bản làm lại từ bài hát tiếng Anh "Mercy" của ca sĩ người Mỹ Duffy nhằm mục đích mở đường cho album phòng thu tiếng Hàn thứ tư của nhóm.

### 2013:I Got a Boy, chuyến lưu diễn thế giới vàLove & Peace

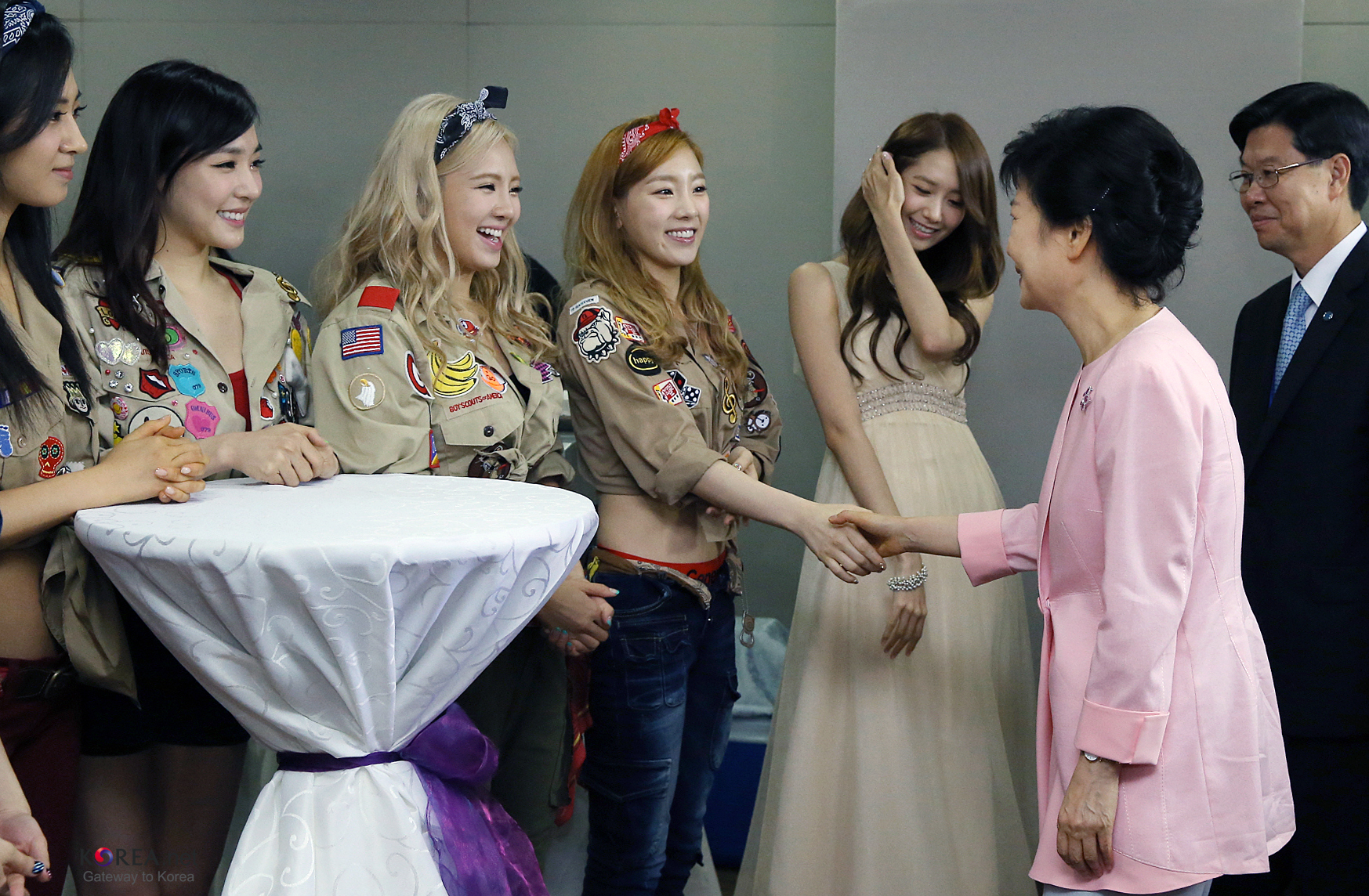
Girls' Generation gặp gỡ tổng thống Hàn Quốc Park Geun-hye tại lễ hội âm nhạc hữu nghị Hàn Quốc-Trung Quốc vào tháng 6 năm 2013.

Ngày 1 tháng 1 năm 2013, Girls' Generation phát hành album tiếng Hàn thứ tư I Got a Boy. Album giành được nhiều kỷ lục đáng kể như: đạt được 3.5 triệu lượt xem trong ngày đầu tiên trên Youtube hay là đạt cột mốc 25 triệu lượt xem trong vỏn vẹn chỉ 5 ngày 20 giờ,... Những kỷ lục trên được xem như là một sự đột phá hay kỷ lục "vô tiền khoáng hậu" với cả những nghệ sĩ K-pop nói riêng và thế giới nói chung tại thời điểm đó. Album cũng bán được hơn 265.000 bản trong tháng 1 và ra mắt tại vị trí số 1 trên bảng xếp hạng album của Gaon. Album sau đó đạt vị trí số 1 trên bảng xếp hạng album thế giới của Billboard. Nhóm bắt đầu quảng bá cho bài hát chủ đề "I Got a Boy" trên chương trình âm nhạc M! Countdown. Nhóm có màn trở lại đặc biệt trên đài MBC với chương trình âm nhạc Girls' Generation's Romantic Fantasy vào ngày 1 tháng 1.
Girls' Generation bắt đầu buổi lưu diễn diễn vòng quanh Nhật Bản thứ hai của mình - Girls & Peace Japan 2nd Tour - ở Kobe vào ngày 9 tháng 2 và tiếp tục với tổng số 20 buổi diễn qua 7 thành phố. Tour diễn diễn ra thành công với sự tham dự của hơn 200.000 người  Nhóm đã phát hành album phối Best Selection Non Stop Mix vào ngày 20 tháng 3 và album trực tiếp 2011 Girls' Generation Tour vào ngày 11 tháng 4. Đầu tháng 6, Girls' Generation bắt đầu tổ chức chuyến lưu diễn vòng quanh thế giới đầu tiên của nhóm, Girls' Generation World Tour Girls & Peace. Trong năm 2013, các cô gái đã đi qua 5 thành phố - Seoul, Đài Bắc, Jakarta, Singapore và Hồng Kông - cùng với 8 đêm diễn và kéo dài sang cả năm 2014.

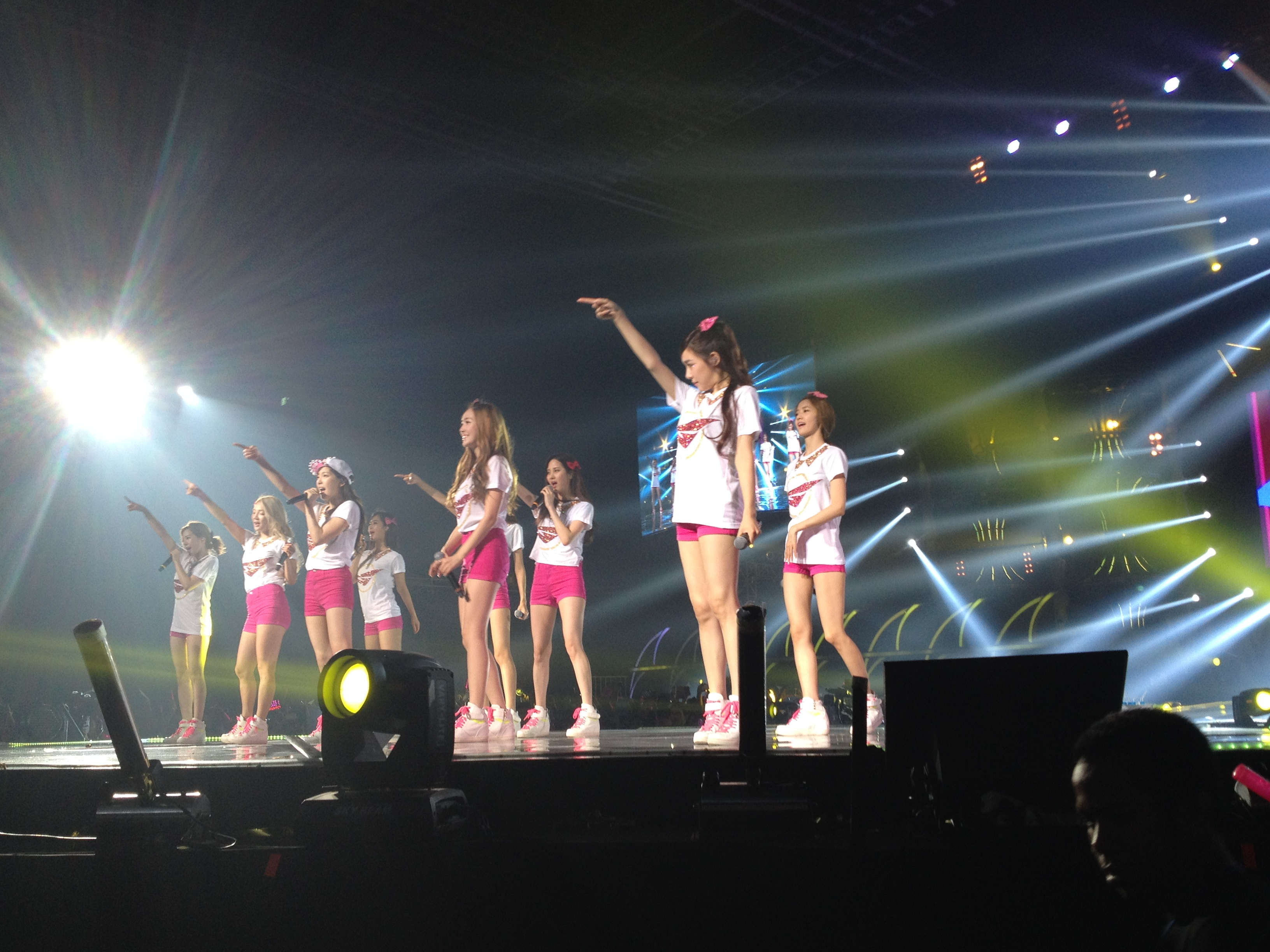
Girls' Generation World Tour Girls & Peace tại Jakarta.

Ngày 19 tháng 6, Girls' Generation phát hành đĩa đơn tiếng Nhật thứ bảy, "Love & Girls". Theo bảng xếp hạng Oricon hàng ngày, "Love & Girls" đã leo từ vị trí số 6 lên đến số 4 vào ngày thứ hai sau khi ra mắt trên bảng xếp hạng đĩa đơn. Đĩa đơn đã bán được 42,796 bản ngay trong tuần đầu phát hành và đạt được vị trí số 4 trong bảng xếp hạng Oricon hàng tuần.
Ngày 18 tháng 9, Girls' Generation phát hành đĩa đơn tiếng Nhật thứ tám, "Galaxy Supernova" cùng với DVD và Blue-ray Girls' Generation -Girls & Peace- Japan 2nd Tour. Theo bảng xếp hạng đĩa đơn hàng ngày của Oricon, đĩa đơn đã đạt được vị trí số 1 vào ngày đầu tiên phát hành trong khi Girls & Peace Japan 2nd Tour cũng đã đạt được vị trí số 1 trên bảng xếp hạng Oricon-DVD. Sau một tuần phát hành, "Galaxy Supernova" bán được 50,793 bản trong khi đĩa DVD và Blue-ray bán được tổng cộng 53,256 bản.
Ngày 4 tháng 11, tại lễ trao giải YouTube Music Awards lần thứ nhất, Girls' Generation nhận được giải thưởng Music Video of the Year và trở thành nghệ sĩ châu Á đầu tiên chiến thắng giải thưởng này. Nhóm phát hành đĩa đơn tiếng Nhật thứ chín "My Oh My" vào ngày 5 tháng 11 và album phòng thu tiếng Nhật thứ ba Love & Peace vào ngày 11 tháng 12. Album đã ra mắt tại vị trí số một trên bảng xếp hạng album hàng ngày của Oricon sau khi bán được hơn 37.386 bản. Sau tuần đầu tiên, với doanh thu lên tới 129.000 bản, album giành được vị trí số 1 trên bảng xếp hạng album hàng tuần của Oricon. Album tiếng Nhật đầu tay của nhóm, Girls' Generation, phát hành vào tháng 6 năm 2011 cũng đã đạt được thành tích tương tự trước đó, giúp cho Girls' Generation trở thành nhóm nhạc nữ Hàn Quốc đầu tiên có hai album giành được vị trí số một trên bảng xếp hạng album hàng tuần của Oricon. Ngày 22 tháng 12, Girls' Generation tổ chức concert mang tên "Märchen Fantasy" thuộc lễ hội âm nhạc "SM Town Week" của SM Entertainment.

### 2014:Mr.Mr.,The Best, tour diễn thứ ba tại Nhật Bản, Jessica rời nhóm

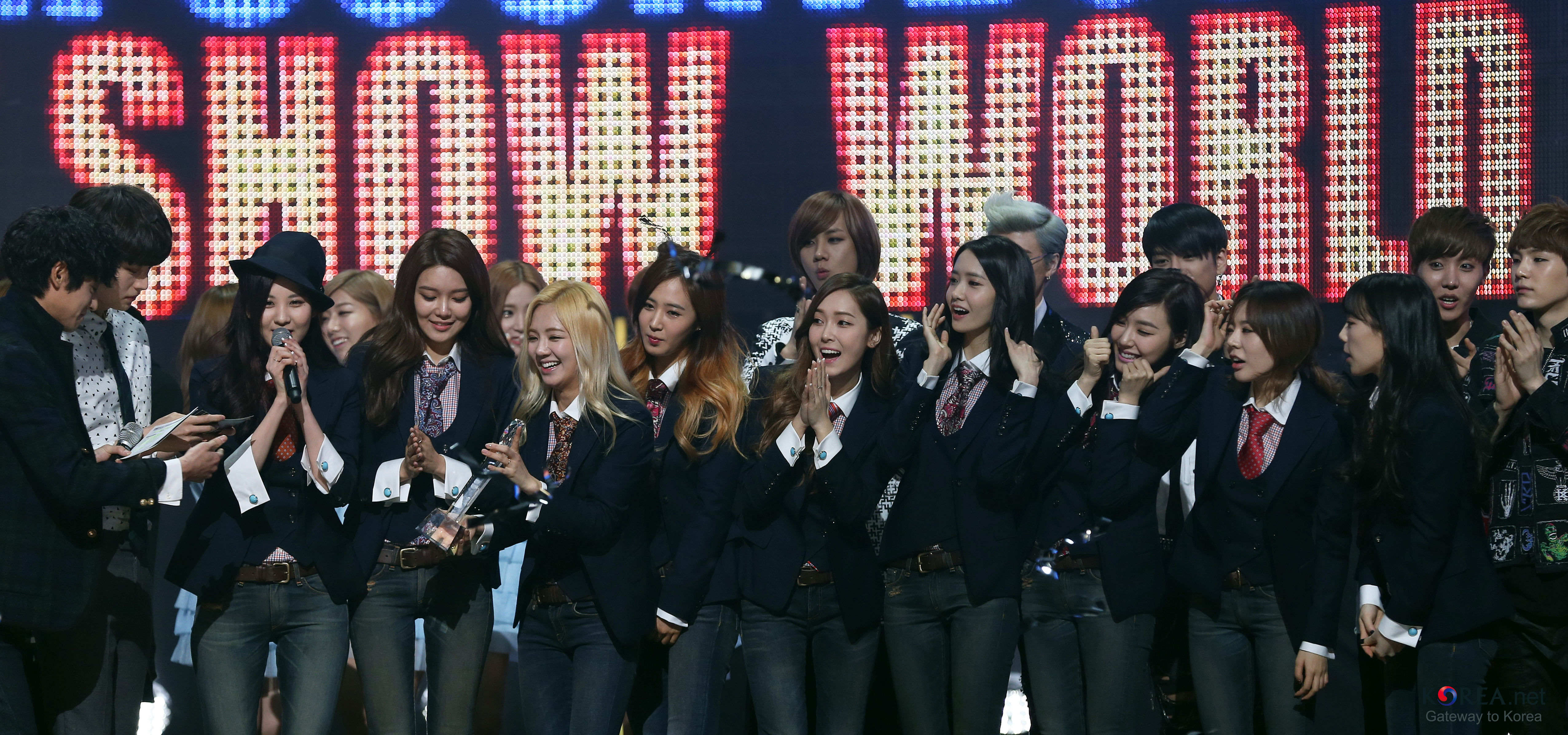
Girls' Generation trong chương trình âm nhạc M! Countdown vào tháng 3 năm 2014.

Mini-album thứ tư của Girls Generation, Mr.Mr. được phát hành trực tuyến vào ngày 24 tháng 2 và phát hành dưới dạng đĩa vào ngày 27 tháng 2 năm 2014. Ban đầu nhóm dự định cho ra mắt video âm nhạc của ca khúc chủ đề trước khi phát hành album, tuy nhiên do một sự cố làm mất dữ liệu trong quá trình biên tập, việc ra mắt video âm nhạc bị hoãn lại đồng thời các hoạt động quảng bá cũng được lùi lại 2 tuần. Girls Generation có màn trở lại đầu tiên trên sân khấu M! Countdown vào ngày 6 tháng 3. Ngay sau khi ra mắt, ca khúc chủ đề "Mr.Mr." nhanh chóng giành được vị trí số 1 tại 9 bảng xếp hạng âm nhạc trực tuyến khác nhau tại Hàn Quốc. Album ra mắt ở vị trí thứ 110 tại bảng xếp hạng album Billboard 200, với hơn 3.000 bản được bán ra. Đây là thứ hạng cao nhất mà Girls Generation giành được trên bảng xếp hạng này. Tạp trí Time bình chọn "Mr. Mr." là một trong 25 bài hát hay nhất trong nửa đầu năm 2014. Video âm nhạc của bài hát cũng xếp ở vị trí thứ ba trong top 10 video âm nhạc K-pop của năm.

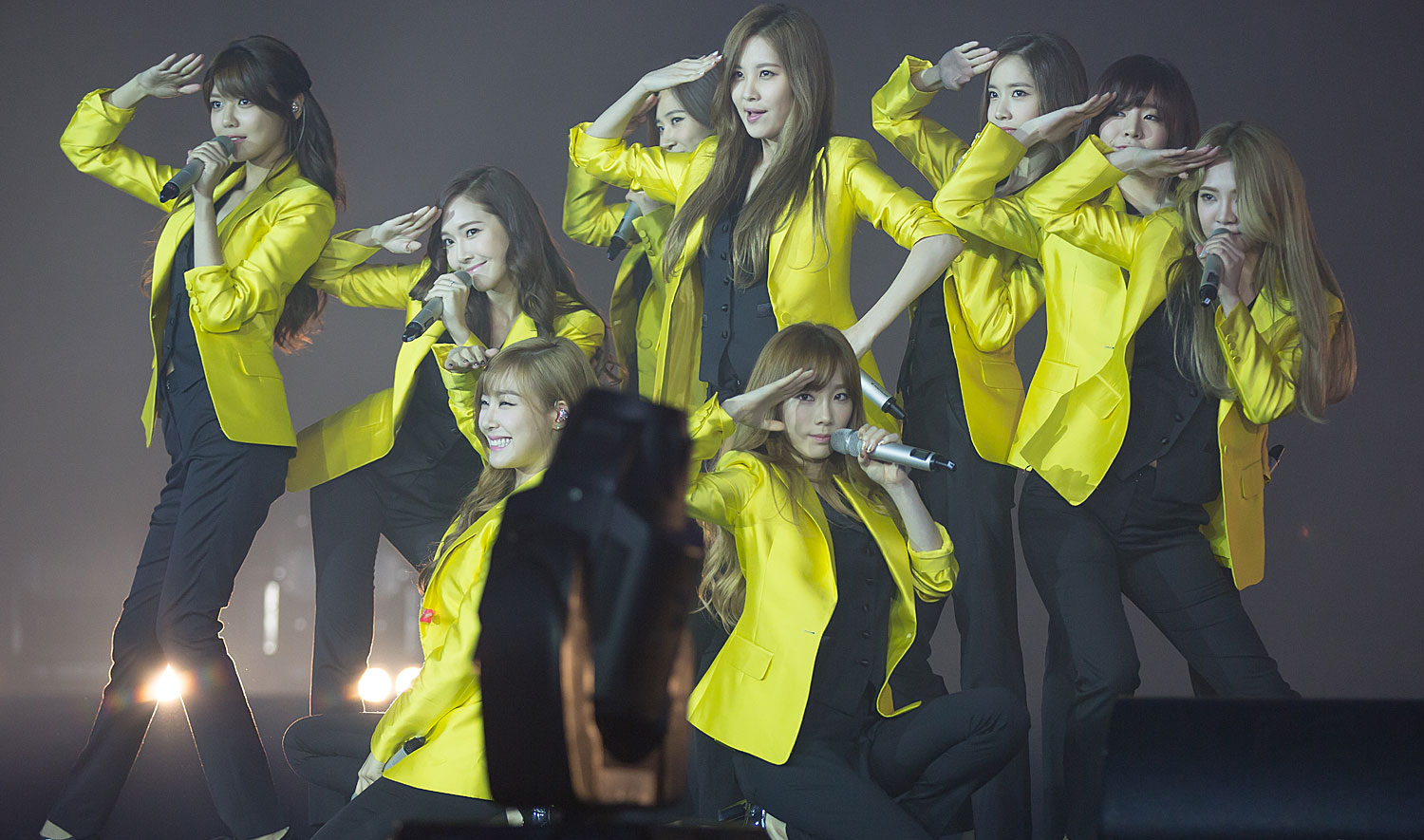
Girls' Generation tại sự kiện Best of Best in Hong Kong vào tháng 8 năm 2014.

Vào ngày 23 tháng 7, nhóm ra mắt album tiếng Nhật The Best tại Nhật Bản. Album này bao gồm các bài hát nổi tiếng trước đây của nhóm, kèm theo các bài hát mới là "Indestructible" và "Chain Reaction". Ngay sau khi ra mắt, The Best leo lên đứng đầu tại bảng xếp hạng album hàng ngày của Oricon, với hơn 37.000 bản được bán ra. Trong tuần đầu phát hành, album bán được hơn 75.000 bản, đứng đầu tại bảng xếp hạng album hàng tuần của Oricon. Điều này giúp cho Girls Generation trở thành nhóm nhạc nữ không đến từ Nhật Bản đầu tiên tại châu Á có ba album tiếng Nhật đứng đầu tại bảng xếp hạng này. Phiên bản tái bản của The Best được phát hành vào ngày 15 tháng 10 năm 2014 kèm theo bài hát mới "Divine". Cũng trong tháng 7, nhóm đã hoàn hành chuyến lưu diễn thứ ba tại Nhật mang tên Girls Generation ~Love & Peace~ Japan 3rd Tour. Mở màn tại Fukuoka vào tháng 4, nhóm có 17 buổi biểu diễn tại 7 thành phố của Nhật bao gồm Osaka, Nagoya và Tokyo. Với 3 chuyến lưu diễn tại Nhật Bản kể từ năm 2011, Girls Generation thu hút tổng cộng 550.000 người xem, lập nên một kỷ lục chưa từng có tiền lệ cho một nhóm nhạc nữ Hàn Quốc.

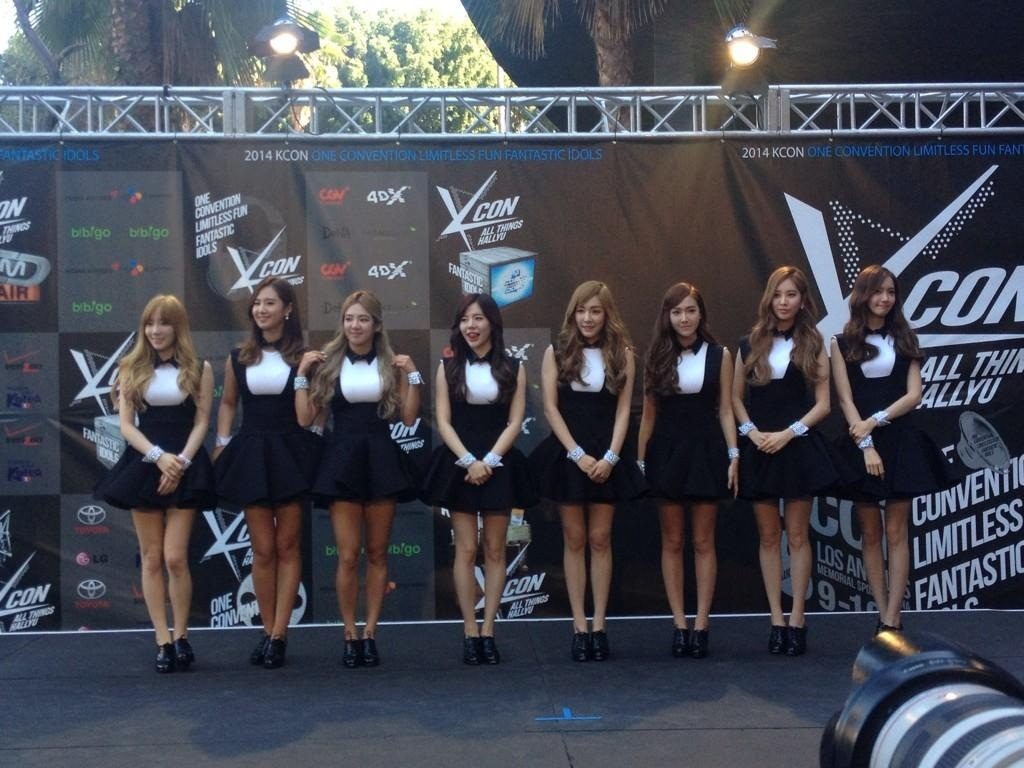
Girls' Generation trên thảm đỏ KCON 2014, sự kiện cuối cùng của nhóm mà Jessica tham dự.

Trong tháng 8, Pitchfork lựa chọn 2 ca khúc của Girls Generation là "Gee" và "I Got a Boy" vào danh sách 20 ca khúc quan trọng nhất của K-pop trong những năm gần đây. Nhóm tham gia lễ hội âm nhạc Hàn Quốc KCON 2014 tại Los Angeles. Vào tháng 9, Girls Generation trở thành nhóm nhạc Hàn Quốc đầu tiên có 3 video âm nhạc đạt được hơn 100 triệu lượt xem trên YouTube với "Gee", "The Boys" và "I Got a Boy"'. "I Got a Boy" cũng lập kỷ lục đạt được 100 triệu lượt xem trong thời gian ngắn nhất với một nhóm nhạc Hàn Quốc.
Ngày 30 tháng 9, thành viên Jessica thông báo trên trang cá nhân Weibo về việc cô rời nhóm. SM Entertainment sau đó xác nhận điều này và Girls' Generation sẽ tiếp tục hoạt động với 8 thành viên trong khi Jessica tách ra hoạt động với tư cách cá nhân. Ngày 9 tháng 12, Girls' Generation tổ chức buổi biểu diễn The Best Live tại Tokyo Dome trước khoảng hơn 55 nghìn khán giả và theo đó nhiều kỷ lục nhỏ như: nhóm nhạc nữ đầu tiên bán hết sạch vé tại "Thánh đường" Tokyo Dome và cũng bán hết vé chỉ trong vòng 2 phút chỉ từ khi mở bán.

### 2015–2016:Lion Heart,chuyến lưu diễn thứ tư, sự nghiệp solo của các thành viên
Tháng 3 năm 2015, Girls' Generation được công bố là sẽ phát hành đĩa đơn "Catch Me If You Can", bài hát đầu tiên với đội hình 8 người. Hai phiên bản tiếng Hàn và tiếng Nhật của bài hát được phát hành lần lượt vào ngày 10 và 22 tháng 4. Phiên bản tiếng Hàn đạt thứ hạng cao nhất ở vị trí thứ 19 trên bảng xếp hạng nhạc số của Gaon và phiên bản tiếng Nhật đạt thứ hạng cao nhất ở vị trí thứ 8 trên bảng xếp hạng đĩa đơn của Oricon.

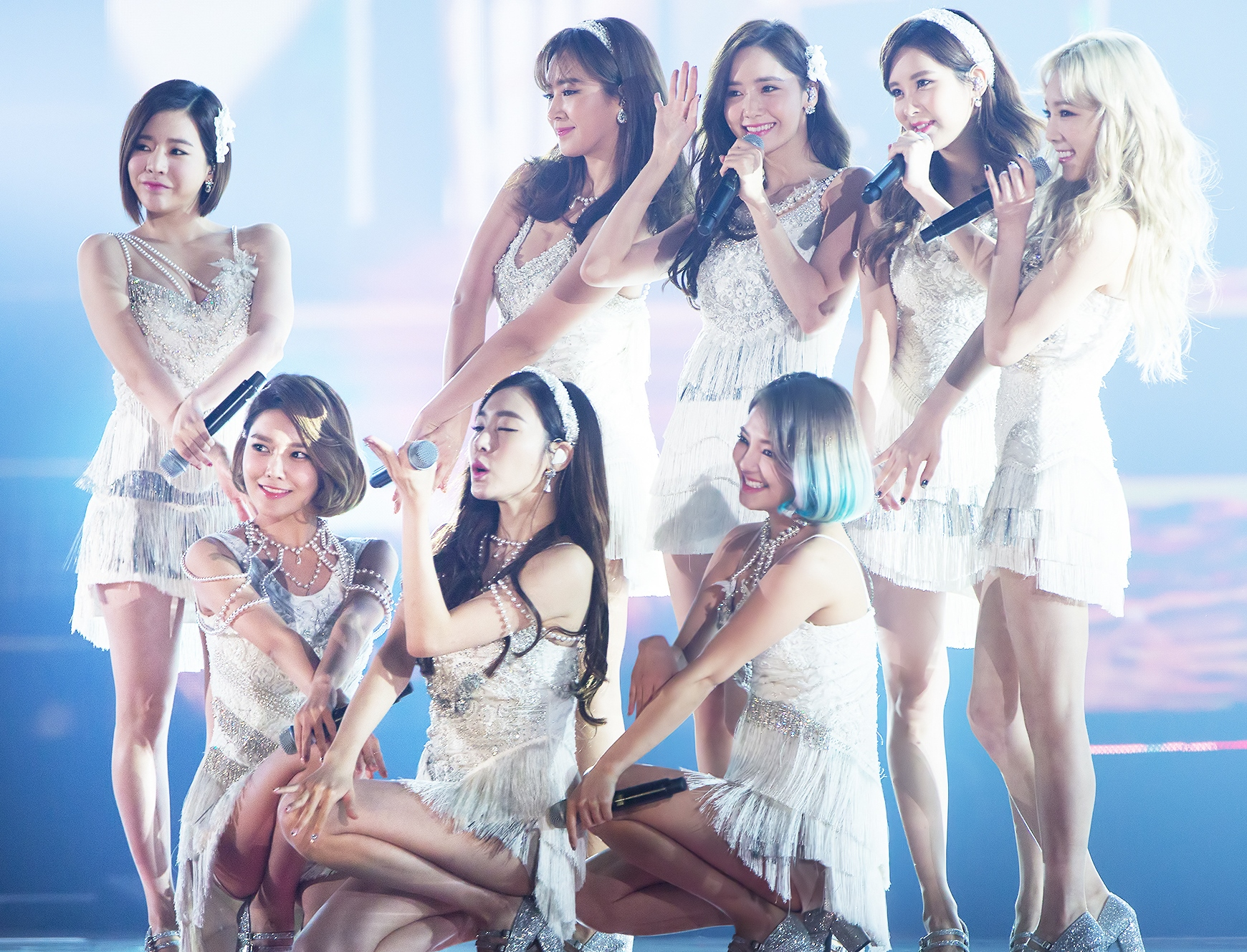
Girls' Generation trong chương trình KBS Gayo Daechukje vào tháng 12 năm 2015.

Tháng 7/2015, nhóm phát hành pre-single "PARTY" mở màn cho chiến dịch comeback. Single gồm 2 ca khúc "PARTY", "Check". Ca khúc "PARTY" all-kill 8 BXH ở trong nước. Với bài hát "PARTY" nhóm đã giành 7 chiến thắng trên tất cả các show âm nhạc.
Tháng 8 năm 2015, Girls' Generation phát hành album phòng thu tiếng Hàn thứ năm Lion Heart. Album đạt vị trí thứ nhất trên bảng xếp hạng album của Gaon và thứ 11 trên bảng xếp hạng album của Oricon. Lion Heart sau đó trở thành album bán chạy thứ 13 năm 2015 tại Hàn Quốc với doanh số trên 145.000 bản. Đồng thời cũng là album bán chạy nhất của các nhóm nhạc nữ trong năm 2015. Với lần thứ 8 liên tiếp giành được danh hiệu này trong cả tám năm, Girls' Generation trở thành nhóm nhac nữ đầu tiên và duy nhất làm được điều này (tính đến hiện tại). Album đạt vị trí #1 trên BXH Billboard World Album. Girls' Generation đã phát hành ba đĩa đơn từ Lion Heart mà đầu tiên là "PARTY" được ra mắt vào tháng 7 năm 2015. Bài hát đạt vị trí thứ nhất trên bảng xếp hạng nhạc số của Gaon, thứ 10 trên bảng xếp hạng Japan Hot 100 và thứ 4 trên bảng xếp hạng World Digital Songs của Billboard. Các đĩa đơn tiếp theo "Lion Heart" và "You Think" được phát hành cùng một lúc với album. Hai bài hát lần lượt đạt vị trí thứ 4 và 30 trên bảng xếp hạng nhạc số của Gaon. Ca khúc "Lion Heart" giành 14 chiến thắng trên các show âm nhạc, giúp nhóm #3 trong số những ca khúc giật nhiều cup nhất cho 1 ca khúc. Nhằm quảng bá cho Lion Heart, Girls' Generation đã tham gia chương trình truyền hình thực tế Channel Girls' Generation. Sau đó nhóm bắt đầu tổ chức chuyến lưu diễn thứ tư Girls' Generation's Phantasia vào tháng 11 năm 2015 tại Seoul và trở thành nhóm nhạc nữ Hàn Quốc đầu tiên từng tổ chức bốn chuyến lưu diễn. Đồng thời nhóm cũng bắt đầu tổ chức chuyến lưu diễn Nhật Bản thứ tư vào tháng 12 năm 2015 tại Nagoya.
Ngày 6 tháng 10 năm 2015, Taeyeon phát hành album solo đầu tay của mình thông qua S.M Entertainment. Cô đã tham gia vào việc viết lời cho bài hát chủ đề của album, "I". Bài hát cũng có sự góp mặt của rapper Verbal Jint. Mini-album được phát hành trực tuyến trên các trang web âm nhạc vào 12 giờ đêm (giờ Hàn Quốc) ngày 7 tháng 10 năm 2015. "I" xuất hiện lần đầu tiên ở vị trí thứ 2 trên bảng xếp hạng Gaon Albums Chart hàng tuần cũng như ở vị trí thứ 1 và 5 lần lượt trên các bảng xếp hạng World Albums và Heatseeker của Billboard. Sau đó mini-album đạt vị trí đầu bảng trên bảng xếp hạng Gaon Albums Chart tháng 10 năm 2015. Nối tiếp Taeyeon, ngày 11 tháng 5 năm 2016, Tiffany cũng đã phát hành album solo "I Just Wanna Dance" đầu tiên của chính mình thông qua SM Album đã đạt được những thành tích nhất định. Khẳng định vị thế của thành viên SNSD.
Tháng 8 năm 2016, để kỉ niệm 9 năm ngày ra mắt công chúng của nhóm, Girls' Generation đã phát hành bài hát "Sailing (0805)", do thành viên Sooyoung viết lời, thông qua dự án âm nhạc Station của SM Entertainment. Ca khúc đứng thứ 2 trên trang nhạc số MelOn và đứng đầu trên Bugs, Genie, Naver, Mnet...Tháng 12 năm 2016, với video âm nhạc của "Oh!", nhóm trở thành nghệ sĩ Hàn Quốc và nhóm nhạc nữ đầu tiên có 5 video âm nhạc đạt trên 100 triệu lượt xem trên YouTube.

### 2017:Holiday Nightvà kỷ niệm 10 năm
Ngày 10 tháng 1 năm 2017, Seohyun chính là thành viên thứ 3 trong Girls' Generation ra mắt với tư cách solo. Tuy là thành viên nhỏ tuổi nhất trong nhóm, nhưng Seohyun chọn đi theo phong cách gợi cảm, trưởng thành ở album solo đầu tay "Don't Say No". Taeyeon ra mắt album phòng thu đầu tiên sau hai năm hoạt động solo "My Voice" vào ngày 28 tháng 2. Bài hát chủ đề "Fine" đã nhận được chứng nhận all-kill và certifield all-kill trên các BXH âm nhạc Hàn Quốc. Ngày 1 tháng 6 năm 2017, Hyoyeon chính thức ra mắt solo với single "Wannabe", là thành viên có cá tính mạnh mẽ, bài hát mang âm hưởng hip-hop của cô đã đạt được sự yêu thích trong làng nhạc underground Hàn Quốc. Việc hai thành viên được ra mắt với tư cách solo nữa, đã khiến SONE nóng lòng hơn hết trước màn comeback kỉ niệm 10 năm của Girls' Generation. Ngoài ra sau dịp kỉ niệm 10 năm hoạt động của nhóm. Thành viên Yoona cũng đã có cơ hội ra mắt ca khúc solo thứ hai riêng của mình "When The Wind Blows" trong chuỗi S.M Station của công ty.

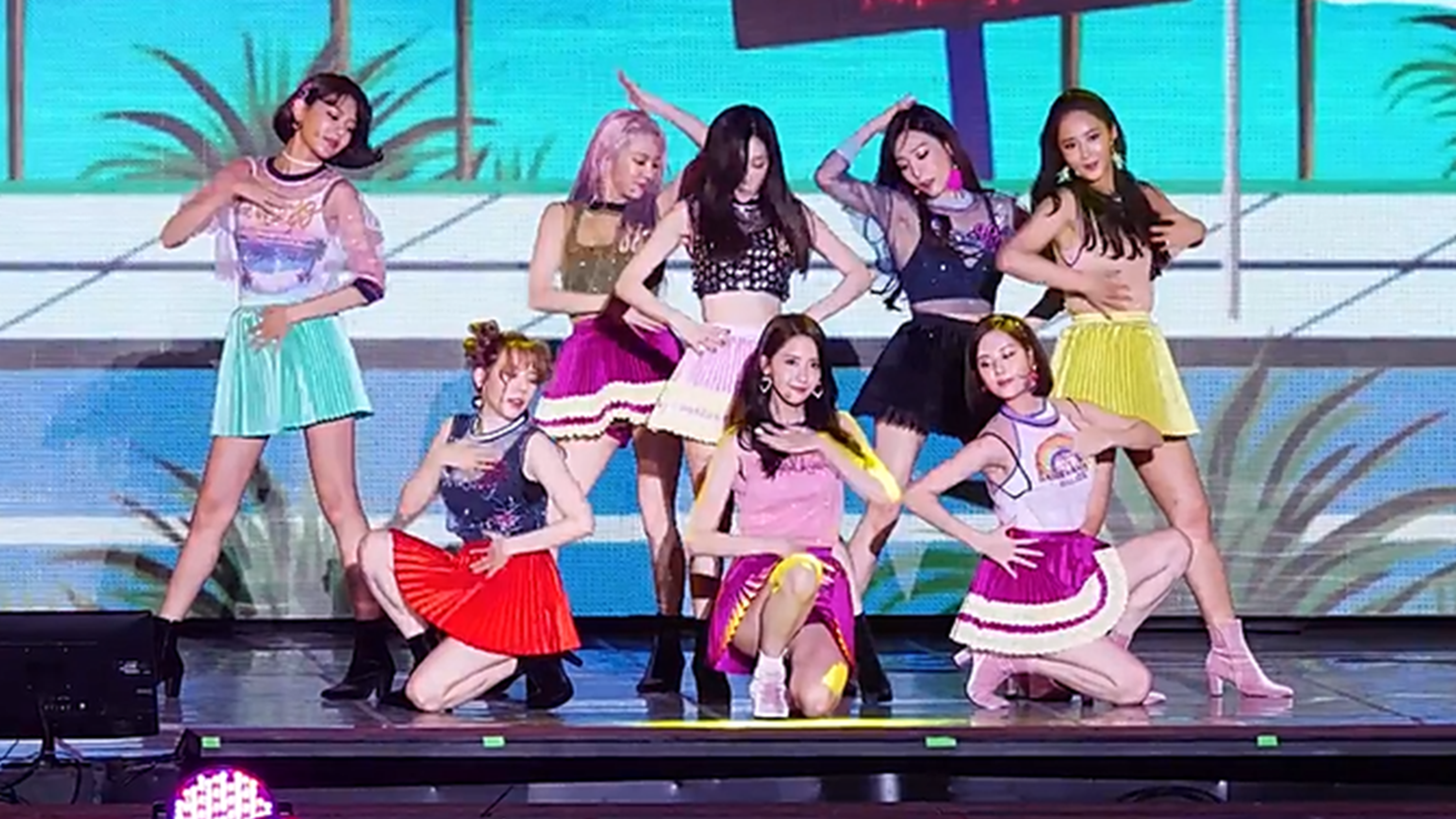
Girls' Generation biểu diễn tại MBC 2017 DMZ Peace Concert.

Ngày 26 tháng 7 năm 2017, S.M bất ngờ tung teaser của Yoona cho màn comeback kỉ niệm 10 năm của nhóm, lần lượt các ngày sau đó là Tiffany, Yuri, Hyoyeon, Sooyoung, Seohyun, Taeyeon, Sunny. Thứ tự tung teaser này được phỏng theo thứ tự tung teaser debut của SNSD: Yoona; Tiffany; Yuri; Hyoyeon; Sooyoung; Seohyun; Taeyeon; Jessica - thành viên đã rời nhóm; Sunny. Ngày 4 tháng 8, S.M hé lộ teaser đầu tiên của bài hát chủ đề "Holiday" với nhịp điệu sôi động và màu sắc tươi sáng của những năm 2000s.
Ngày 5 tháng 8 năm 2017, Girls' Generation chính thức phát hành album phòng thu tiếng Hàn thứ sáu nhằm kỷ niệm mười năm ngày ra mắt công chúng của nhóm.Tiêu đề của album được công bố là Holiday Night. Album bao gồm mười bài hát trong đó có hai đĩa đơn "All Night" và "Holiday" đã được SM Entertainment phát hành vào ngày 4 tháng 8 năm 2017. Để quảng bá cho Holiday Night, Girls' Generation đã tổ chức một buổi biểu diễn có tên gọi "Holiday to Remember" tại Olympic Hall vào ngày 5 tháng 8 năm 2017, đúng mười năm kể từ ngày nhóm chính thức ra mắt công chúng. Album đạt vị trí #1 trên BXH Billboard World Album, và đứng đầu iTunes nhiều quốc gia và vùng lãnh thổ. Album phòng thu thứ 6 đồng thời là album kỉ niệm 10 năm của nhóm tuy không đạt được nhiều thành tựu như mong đợi ban đầu, nhưng album vẫn có được những thành công nhất định của riêng mình ở album này.
Tháng 10 năm 2017, SM Entertainment công bố rằng ba thành viên Tiffany, Sooyoung và Seohyun đã không tái ký hợp đồng với công ty tuy nhiên cả ba đều chỉ rời công ty chứ không rời nhóm. SM tuyên bố nhóm không tan rã và vẫn tiếp tục hoạt động với 8 thành viên. Sau khi rời khỏi SM, Tiffany cũng đã đổi nghệ danh thành Tiffany Young và tiếp tục hoạt động âm nhạc với nghệ danh mới, tuy nhiên, cô cũng đã phải lập lại trang web mới và các tài khoản âm nhạc mới (trên Spotify và ITunes). Trường hợp cũng tương tự với thành viên Hyoyeon, cô đã đổi nghệ danh thành HYO và cũng thêm các tài khoản âm nhạc mới (trên Spotify) dưới nghệ danh này. Sau đó, cô chuyển hướng sang dòng nhạc điện tử - EDM.

### 2018–2022: Girls' Generation-Oh!GG và sự nghiệp solo của các thành viên
Ngày 28 tháng 8 năm 2018, S.M bất ngờ tung bộ ảnh teaser đầu tiên cho nhóm nhỏ Oh!GG, nhóm nhỏ này bao gồm 5 thành viên đã kí tiếp hợp đồng với S.M: Taeyeon, Sunny, Hyoyeon, Yuri và Yoona. Cũng trong tháng này SM đã phát sóng show thực tế Girls for Rest của Oh!GG được quay tại Pháp.
Trong năm này, sự nghiệp solo của các thành viên SNSD được mở rộng hơn cả, bắt đầu với ca khúc S.M Station "Always Find You" của thành viên Yuri, ca khúc solo hợp tác với DJ người Hà Lan Ummet Ozcan của Hyoyeon " Sober", ca khúc "To You" của Yoona, mini-album thứ ba của Taeyeon "Something New", bài hát quảng cáo cho chiến dịch H&M của Tiffany Young "Teach You" và single đầu tay của Tiffany Young tại thị trường Mỹ. Ngày 5 tháng 10 cùng năm, Yuri cũng đã tung album solo đầu tiên của mình "The First Scene" và tiếp tục với những ca khúc solo của các thành viên đến cuối năm bao gồm HYO, ca khúc "Peppermint" của Tiffany Young được phát hành (Audio), Sooyoung được chính thức ra mắt solo và ca khúc mùa Đông của Seohyun "My Best Friend".
Ngày 22 tháng 2 năm 2019, Tiffany là thành viên đầu tiên của Girls' Generation quay trở lại đường đua âm nhạc năm 2019. Với tư cách là một nghệ sĩ người Mỹ thực thụ, cô đã cho ra mẳt EP đầu tiên của mình mang tên "Lips On Lips". Tiếp đó là ca khúc nhạc số của Taeyeon "Four Seasons" đúng một tháng sau đó, ngày 22 tháng 3. Nối tiếp hai giọng ca chính của SNSD, Yoona cũng đã phát hành sản phẩm đĩa cứng "Summer Night" vào dịp sinh nhật của chính mình ngày 30 tháng 5. Đến tháng 7, HYO trở lại cùng bản nhạc EDM lạ tai "Badster" để củng cố cho tour diễn DJ thế giới của mình vào ngày 20. Vào ngày 28 tháng 10, Taeyeon trở lại cùng album phòng thu thứ 2 trong sự nghiệp của mình "PURPOSE", album đã đạt được nhiều thành tích cao trên các bảng xếp hạng âm nhạc Hàn Quốc.

### 2022–nay: Kỷ niệm 15 năm vàForever 1
Tháng 9 năm 2021, SNSD đã tái hợp lần đầu trong chương trình You Quiz on the Block của Yoo Jae-suk, đây là chương trình đầu tiên đánh dấu sự trở lại của nhóm sau 4 năm gián đoạn. Năm 2022, đại diện SM Entertainment xác nhận rằng SNSD sẽ trở lại với đầy đủ đội hình gồm 8 thành viên, đồng thời còn hé lộ sẽ cho ra mắt một album phòng thu mới nhằm kỷ niệm 15 năm trên hành trình sự nghiệp của nhóm. Trước đó, nhóm cũng đã tham gia một chương trình thực tế mới có tựa là Soshi Tam Tam, chương trình được phát sóng trên kênh JTBC từ ngày 5 tháng 7, tập trung vào sự nghiệp và cuộc sống của các cá nhân cũng như tập thể nhóm trong buổi tái hợp lần này. Ngoài ra, nhóm cũng đã tham gia trình diễn trong buổi hòa nhạc SM TOWN có tựa là SM Town Live 2022: SMCU Express @ Human City Suwon được diễn ra tại Sân vận động World Cup Suwon tại thành phố Suwon, Hàn Quốc vào ngày 20 tháng 8, đánh dấu lần đầu tiên nhóm cùng nhau biểu diễn trên sân khấu sau 5 năm vắng bóng. Cá nhân Taeyeon và Hyoyeon đồng thời có buổi solo riêng và trình diễn với nhóm Got the Beat cũng tại buổi hòa nhạc này.
Ngày 25 tháng 7 năm 2022, album phòng thu thứ 7 của SNSD mang tên Forever 1, sẽ phát hành vào ngày 5 tháng 8 dưới định dạng trực tuyến và ngày 8 tháng 8 dưới định dạng CD. Vào ngày 5 tháng 8, nhóm chính thức phát hành album Forever 1, với ca khúc chủ đề cùng tên. Album lần này là sự trở lại đầu tiên của 8 cô gái sau 5 năm vắng bóng, kể từ album thứ 6 Holiday Night. Ngày 3 tháng 9 năm 2022, SNSD đã tổ chức sự kiện đặc biệt có tựa là '2022 Girls' Generation Special Event – Long Lasting Love' vào lúc 19h (giờ Hàn Quốc) tại KSPO DOME, và được truyền hình trực tiếp trên Beyond LIVE. Tháng 8 năm 2023, Sunny chia tay công ty chủ quản SM Entertainment sau khi hết hạn hợp đồng.

## Thành viên
- Chú thích: In đậm là trưởng nhóm

| Nghệ danh      | Nghệ danh | Nghệ danh    | Nghệ danh | Tên khai sinh         | Tên khai sinh  | Tên khai sinh              | Tên khai sinh | Tên khai sinh   | Ngày sinh        | Vị trí                                                | Nơi sinh                          | Quốc tịch |
| Latinh         | Hangul    | Kana         | Hanja     | Latinh                | Hangul         | Kana                       | Hanja         | Hán-Việt        | Ngày sinh        | Vị trí                                                | Nơi sinh                          | Quốc tịch |
| Thành viên     |           |              |           |                       |                |                            |               |                 |                  |                                                       |                                   |           |
| Taeyeon        | 태연      | テヨン       | 太妍      | Kim Tae-yeon          | 김태연         | キム・テヨン               | 金太妍        | Kim Thái Nghiên | 9 tháng 3, 1989  | Main Vocalist                                         | Jeonju, Jeolla Bắc, Hàn Quốc      | Hàn Quốc  |
| Sunny          | 써니      | サニー       | 珊妮      | Lee Soon-kyu          | 이순규         | イ・スンギュ               | 李純揆        | Lý Thuận Khuê   | 15 tháng 5, 1989 | Lead Vocalist                                         | California, Hoa Kỳ                | Hàn Quốc  |
| Sunny          | 써니      | サニー       | 珊妮      | Susan Soonkyu Lee     | 수잔 순규 리   | スーザン・スンキュ・リー   | 李純揆        | Lý Thuận Khuê   | 15 tháng 5, 1989 | Lead Vocalist                                         | California, Hoa Kỳ                | Hoa Kỳ    |
| Tiffany        | 티파니    | ティファニー | 蒂芬妮    | Stephanie Young Hwang | 스테파니 영 황 | ステファニー・ヤン・ファン | 黄美英        | Hoàng Mỹ Anh    | 1 tháng 8, 1989  | Lead Vocalist, Sub Rapper                             | San Francisco, California, Hoa Kỳ | Hoa Kỳ    |
| Tiffany        | 티파니    | ティファニー | 蒂芬妮    | Hwang Mi-young        | 황미영         | ファン・ミヨン             | 黄美英        | Hoàng Mỹ Anh    | 1 tháng 8, 1989  | Lead Vocalist, Sub Rapper                             | San Francisco, California, Hoa Kỳ | Hoa Kỳ    |
| Hyoyeon        | 효연      | ヒョヨン     | 孝淵      | Kim Hyo-yeon          | 김효연         | キム・ヒョヨン             | 金孝淵        | Kim Hiếu Uyên   | 22 tháng 9, 1989 | Main Rapper, Main Dancer, Sub Vocalist                | Namdong-gu, Incheon, Hàn Quốc     | Hàn Quốc  |
| Yuri           | 유리      | ユリ         | 俞利      | Kwon Yu-ri            | 권유리         | グォンユリ                 | 權俞利        | Quyền Du Lợi    | 5 tháng 12, 1989 | Main Dancer, Lead Rapper, Sub Vocalist                | Deogyang-gu, Gyeonggi, Hàn Quốc   | Hàn Quốc  |
| Sooyoung       | 수영      | スヨン       | 秀英      | Choi Soo-young        | 최수영         | チェ・スヨン               | 崔秀英        | Thôi Tú Anh     | 10 tháng 2, 1990 | Lead Dancer, Lead Rapper, Sub Vocalist                | Gangnam-gu, Seoul, Hàn Quốc       | Hàn Quốc  |
| Yoona          | 윤아      | ユナ         | 潤娥      | Im Yoon-ah            | 임윤아         | イム • ユナ                | 林潤妸        | Lâm Nhuận A     | 30 tháng 5, 1990 | Lead Dancer, Sub Rapper, Sub Vocalist, Visual, Center | Yeongdeungpo-gu, Seoul, Hàn Quốc  | Hàn Quốc  |
| Seohyun        | 서현      | ソヒョン     | 徐玄      | Seo Joo-hyun          | 서주현         | ソ・ジュヒョン             | 徐朱玄        | Từ Châu Huyền   | 28 tháng 6, 1991 | Lead Vocalist, Maknae                                 | Geumcheon-gu, Seoul, Hàn Quốc     | Hàn Quốc  |
| Cựu thành viên |           |              |           |                       |                |                            |               |                 |                  |                                                       |                                   |           |
| Jessica        | 제시카    | ジェシカ     | 潔西卡    | Jessica Jung          | 제시카 정      | ジェシカ・チョン           | 鄭秀妍        | Trịnh Tú Nghiên | 18 tháng 4, 1989 | Main Vocalist                                         | San Francisco, California, Hoa Kỳ | Hoa Kỳ    |

## Nhóm nhỏ

### Girls' Generation - TTS
Vào ngày 19 tháng 4 năm 2012, SM Entertainment chính thức thông báo về sự thành lập nhóm nhỏ của Girls' Generation, Girls' Generation – TaeTiSeo, bao gồm 3 thành viên Kim Taeyeon, Tiffany Hwang và Seo Ju-hyun. Seohyun sẽ là trưởng nhóm của TTS.
Mini-album đầu tay của nhóm mang tên Twinkle được phát hành vào ngày 29 tháng 4 năm 2012. công ty phát biểu rằng "Nhóm nhỏ" này được dự kiến sẽ gây sự chú ý cho những người hâm mộ về tất cả mọi mặt từ phong cách âm nhạc, trình diễn và cả thời trang." Nhóm phát hành album thứ hai mang tên Holler vào ngày 16 tháng 9 năm 2014.Và cũng đầu tháng 12 năm 2015, nhóm nhỏ Girls' Generation-TTS cũng đã comeback với mini-album thứ ba 'Dear Santa'. Ca khúc chủ đề là Dear Santa có hai bản (tiếng Anh và tiếng Hàn).

### Girls' Generation - Oh!GG
SM Entertainment đã công bố nhóm nhỏ Oh!GG gồm 5 thành viên còn lại trực thuộc công ty là Taeyeon, Sunny, Hyoyeon, Yuri và Yoona. Oh!GG đã tung MV Lil' Touch và gặt hái một số thành tích trên bảng xếp hạng và nhóm nhỏ này cũng đã ghi hình cho show Girls For Rest tại Pháp. Tuy nhiên điều đáng tiếc là công ty không sắp xếp được lịch trình cho từng thành viên nên đợt ra mắt này không có quảng bá trên các chương trình âm nhạc hàng tuần.
Năm 2021, Oh!GG mới quay trở lại hoạt động và nhóm tham gia album tập thể của SM có tựa đề là 2021 Winter SMTOWN: SMCU Express.

## Phong cách nghệ thuật

### Phong cách âm nhạc
Trong giai đoạn đầu hoạt động, âm nhạc của nhóm chủ yếu thuộc thể loại Bubblegum pop và Teen pop. Các đĩa đơn như Gee và Oh! kết hợp thêm thể loại Dance-pop. Năm 2009, nhóm chuyển hướng sang thể loại Electropop với sự ra mắt của Tell Me Your Wish (Genie). Album ra mắt tại Nhật Bản, Girls' Generation, sử dụng các âm thanh có ảnh hưởng lớn hơn từ Electropop. Phong cách này được tiếp tục trong album tiếng Nhật thứ hai với các bài hát như Paparazzi và Flower Power. Nhóm cộng tác với nhà sản xuất Yoo Young-jin và Kenzie trong rất nhiều sản phẩm được phát hành tại Hàn Quốc. Phần lời trong các ca khúc của Girls Generation đề cao sức mạnh của nữ giới, thể hiện rõ ràng qua các ca khúc như Hoot và The Boys. Thành viên đầu tiên tham gia vào việc sáng tác các ca khúc của nhóm là Yuri, khi cô đồng sáng tác bài hát Mistake trong mini album thứ ba của nhóm Hoot. Việc tham gia viết nhạc sau đó được mở rộng hơn với việc thành viên Tiffany và Sooyoung lần lượt đồng sáng tác các ca khúc The Boys và How Great Is Your Love trong album tiếng Hàn thứ ba của nhóm, The Boys. Album thứ tư của nhóm, I Got a Boy, kết hợp nhiều phong cách âm nhạc khác nhau như nhạc dance điện tử và R&B, trong khi đĩa đơn I Got a Boy là ví dụ về một bài hát nhạc dance điện tử kết hợp các thể loại pop, retro và urban. Romantic St., một bài hát từ album I Got a Boy, được miêu tả bởi Naver Music là một bài hát thuộc thể loại Jazz và Swing.

### Hình tượng
Hình tượng của nhóm đóng một vai trò quan trọng trong việc gia tăng sự nổi tiếng. Trong những năm đầu hoạt động, nhóm gần như không trang điểm và ăn mặc dè dặt hơn. Trong bài hát Kissing You, nhóm sử dụng các cây kẹo mút để biểu diễn. Trong quá trình quảng bá cho đĩa đơn Gee, nhóm thường xuất hiện với trang phục quần jean và áo đơn màu nhằm nhấn mạnh sự trong sáng của nhóm cũng như của bài hát. Khi quảng bá cho đĩa đơn Oh! vào tháng 1 năm 2010, nhóm sử dụng hình tượng các cô gái trong đội cổ vũ. Nhóm rời bỏ hình tượng ngây thơ và xây dựng một hình tượng trưởng thành hơn khi quảng bá cho Tell Me Your Wish (Genie). Hình tượng trong đĩa đơn này được dựa theo phong cách quân đội, với các thành viên mặc các quần short ngắn làm nổi bật đôi chân của họ. Vũ đạo bài hát được thiết kế thiên về sử dụng các động tác chân và trở nên nổi tiếng tại Hàn Quốc với tên gọi "điệu nhảy Jegi-kicking" ((제기차기 춤)). Cho đĩa đơn Hoot năm 2010, nhóm sử dụng hình ảnh dựa trên các Bond Girl. Vào đầu năm đó, để chuẩn bị cho việc quảng bá Run Devil Run, nhóm đã sử dụng một hình tượng bí ẩn và quyến rũ hơn với tên gọi Black Soshi. Năm 2011, nhóm trở lại Hàn Quốc với The Boys, sử dụng hình tượng "nữ anh hùng", với việc các thành viên được tự chọn trang phục thể hiện phong cách thẩm mỹ của riêng mình. Nhóm làm việc với Rino Nakasone Razalan để xây dựng vũ đạo. Trong quá trình quảng bá cho I Got a Boy, nhóm sử dụng các loại giày đế bằng thay vì những đôi giày cao gót đã trở thành thương hiệu của mình để thực hiện các động tác vũ đạo khi biểu diễn. Năm 2014, nhóm quay trở lại với một hình tượng cá tính mạnh mẽ cùng những bộ vest lịch lãm, ca khúc Mr.Mr. đã tạo nên một hình tượng "nữ quyền" khi 9 cô gái thực hiện những bước nhảy táo bạo trong màn break dance của bài hát. Năm 2015, nhóm đã thể hiện phong cách retro nữ tính, thanh lịch trong bài hát Lion heart và hình tượng cool ngầu trong ca khúc You think.
John Seabrook từ The New Yorker miêu tả Girls' Generation như "một nhóm gồm các cô gái trẻ với dáng vẻ học đường trong những chiếc quần bó. Khi họ mặc những chiếc quần nóng bỏng, đó là để khoe ra những đôi chân chứ không phải là mông." Tạp chí New York viết rằng âm nhạc không phải là yếu tố quyết định sự nổi tiếng của K-pop nói chung và Girls' Generation nói riêng. Thay vào đó, công chúng yêu thích một nhóm nhạc dựa trên diện mạo của các thành viên và tính cách của họ, thái độ khiêm tốn và thân thiện đối với các thành viên khác và người hâm mộ. Kevin Perry từ tạp chí âm nhạc NME của Anh viết: "Girls' Generation có tới 9 thành viên, điều này thể hiện cách mà một bộ máy K-pop hiệu quả có thể coi trọng việc xây dựng phong cách chung hơn tính cách cá nhân."

## Ảnh hưởng
Từ sau sự ra mắt vào năm 2007, Girls' Generation đã trở thành một nhân tố quan trọng trong cả văn hóa và âm nhạc của Hàn Quốc, với việc các nhà phê bình âm nhạc coi nhóm như là gương mặt đại diện của nền văn hóa Hàn Quốc. Nhóm được ghi nhận đã đóng vai trò lớn trong sự phát triển của Làn sóng Hàn Quốc, và được so sánh với ca sĩ Seo Taiji vì những đóng góp của họ cho văn hóa Hàn Quốc. Sự nổi tiếng rộng khắp đem lại cho nhóm các danh hiệu "Những nghệ sĩ quốc dân" (Tiếng Hàn: 국민가수) và "Nhóm nhạc quốc dân". Sau sự tan rã của các nhóm nhạc nữ thế hệ đầu như S.E.S và Fin.K.L, nền công nghiệp giải trí Hàn Quốc chứng kiến việc các nhóm nhạc thần tượng nam như TVXQ và Super Junior chiếm ưu thế. Mặc dù vậy, kể từ khi ra mắt với các bài hát như Into the New World và Kissing You, nhóm đã giành lại được sự chú ý đối với các nhóm nhạc nữ. Vào năm 2011, nhóm được nhà báo người Canada, Tyler Brulé, lựa chọn vào vị trí thứ 7 trong danh sách 10 đặc điểm dễ nhận biết nhất của văn hóa Hàn Quốc, và là nghệ sĩ duy nhất trong danh sách. Phong cách thời trang của nhóm, được miêu tả là "thanh lịch" và "trưởng thành", đã trở nên phổ biến với các cô gái trẻ khắp châu Á. Nhóm được nhiều người coi là một "biểu tượng thời trang". Trong sách giáo khoa của Nhật Bản, nhóm đóng vai trò là nội dung chính trong chương nói về K-pop của quyển sách.

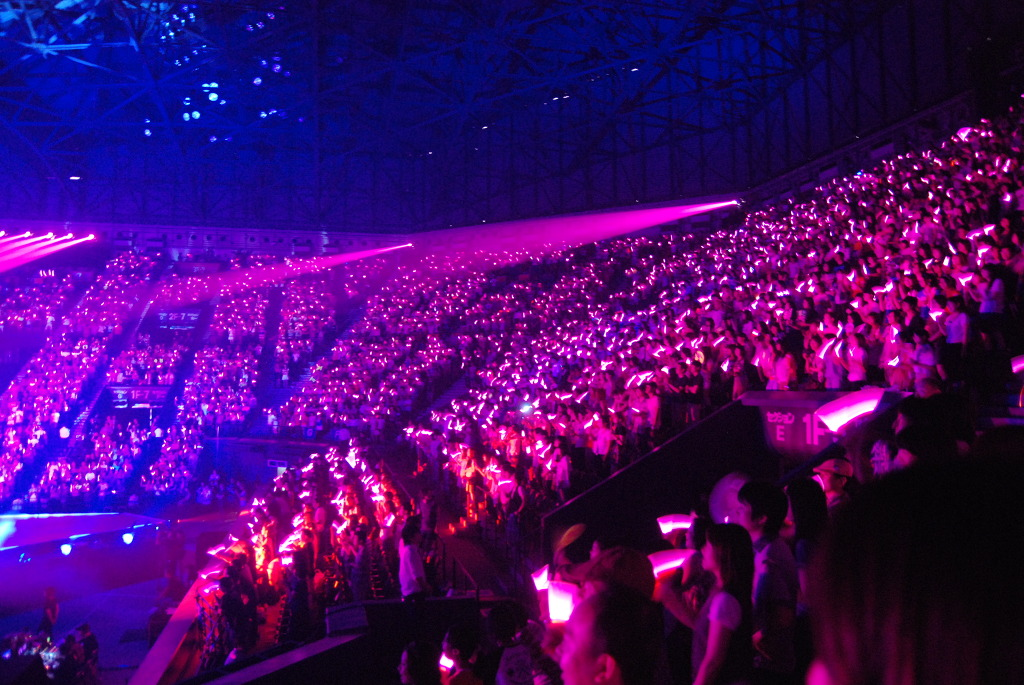
Girls' Generation liên tục gia tăng lượng người hâm mộ trong nhiều năm.

Girls' Generation bắt đầu đạt được sự nổi tiếng đáng kể từ đầu năm 2009 với sự ra mắt của đĩa đơn Gee. Gee được vinh danh là "Đĩa đơn của thập kỷ" và phá vỡ kỷ lục về số lần đứng đầu liên tiếp tại chương trình KBS Music Bank. Đĩa đơn này được xem là một trong những bài hát nhạc Hàn đầu tiên giành được sự chú ý của quốc tế. Các sinh viên tại đại học Harvard nhấn mạnh rằng Gee là một phần trong nghiên cứu của họ về văn hóa Hàn Quốc, với một vài người thậm chí đã biểu diễn điệu nhảy nổi tiếng của bài hát này. Sự nổi tiếng của họ cũng đem đến thành công về mặt thương mại. Họ được coi là gương mặt quảng cáo được tìm kiếm nhiều nhất tại Hàn Quốc. Nhóm được đánh giá là có ảnh hưởng lớn nhất đến người tiêu dùng nhờ sự quan tâm tích cực của công chúng đến giọng hát, vẻ bề ngoài và phong cách thời trang của nhóm. Trong năm 2011, nhóm thu về 57 triệu đô la từ các sản phẩm phát hành tại Nhật Bản và hơn 88,56 triệu đô la tại Hàn Quốc. Tháng 9 năm 2010, tạp chí kinh tế Nikkei Business của Nhật so sánh sự ảnh hưởng và thành công tại thị trường quốc tế của nhóm với Samsung. Viện nghiên cứu chính sách công nghiệp đánh giá Girls' Generation là một trong những thương hiệu hàng đầu Hàn Quốc.
Sự nổi tiếng tại Hàn Quốc giúp Girls' Generation trở thành một trong những người quyền lực và có ảnh hưởng lớn nhất tại đây. Báo Sisa Journal đánh giá nhóm là nghệ sĩ giải trí có ảnh hưởng lớn nhất năm 2011 và 2012, giúp nhóm trở thành nhóm nhạc thần tượng nữ đầu tiên trong lịch sử đạt được điều này. Chương trình Asia Today của BBC xếp nhóm ở vị trí thứ 40 trong danh sách 50 người đứng đầu quyền lực nhất Hàn Quốc vào năm 2011, là nhân vật giải trí và nhóm nhạc thần tượng duy nhất trong danh sách này. Tạp chí Forbes cũng tiết lộ Girls' Generation là nhân vật giải trí quyền lực nhất tại Hàn Quốc vào năm 2011.
Trong vòng 5 năm, nhóm đã giành được rất nhiều giải thưởng âm nhạc lớn tại Hàn Quốc, bao gồm 5 giải Daesang. Họ thắng giải Disk Daesang với Oh! tại giải thưởng Golden Disk vào năm 2010. Họ cũng thắng giải Digital Daesang tại giải thưởng này năm 2009 với Gee. Họ tiếp tục nhận được giải thưởng Digital Daesang vào năm 2011 cho The Boys. Girls' Generation là một trong những nghệ sĩ có số lượng tiêu thụ lớn nhất tại Hàn Quốc, với hơn 30 triệu bản đĩa đơn và 4.4 triệu album được bán trong ít hơn 5 năm sau khi ra mắt. Album phát hành vào năm 2011, The Boys đã lập kỷ lục về album bán chạy nhất trong lịch sử tại bảng xếp hạng Gaon (không tính album được phát hành lại). Họ bán được hơn 100.000 bản cho cả sáu album phát hành tại Hàn Quốc, trở thành nhóm nhạc nữ đầu tiên trong nền công nghiệp giải trí Hàn Quốc làm được điều này. Thành công của nhóm không chỉ giới hạn trong phạm vi Hàn Quốc, album đầu tay của họ tại Nhật Bản, Girls' Generation, được chứng nhận một triệu bản bởi Hiệp hội Công nghiệp Thu âm Nhật Bản, và là album bán chạy nhất của một nhóm nhạc Hàn Quốc trong lịch sử Oricon.
Ca sĩ huyền thoại Hàn Quốc Lee Sun Hee chọn Girls' Generation là nhóm nhạc nữ ưa thích của bà.

## Quảng cáo
Trong những năm đầu, Girls' Generation là gương mặt đại diện của nhiều nhãn hiệu như Elite Uniform, Nexon Bubble Fighter, Samsung and LG. Nhóm là người mẫu cho nhãn hiệu thời trang thể thao của Ý, Ellesse.
Từ năm 2008, nhóm là gương mặt đại diện độc quyền cho Goobne Chicken, đóng một số quảng cáo cho nhãn hiệu này, thu âm nhạc chuông cho mục đích quảng cáo và làm người mẫu trong bộ lịch của Goobne. Goobne Chicken trở thành một nhãn hiệu lớn và ghi nhận sự thành công này có được là nhờ Girls' Generation.

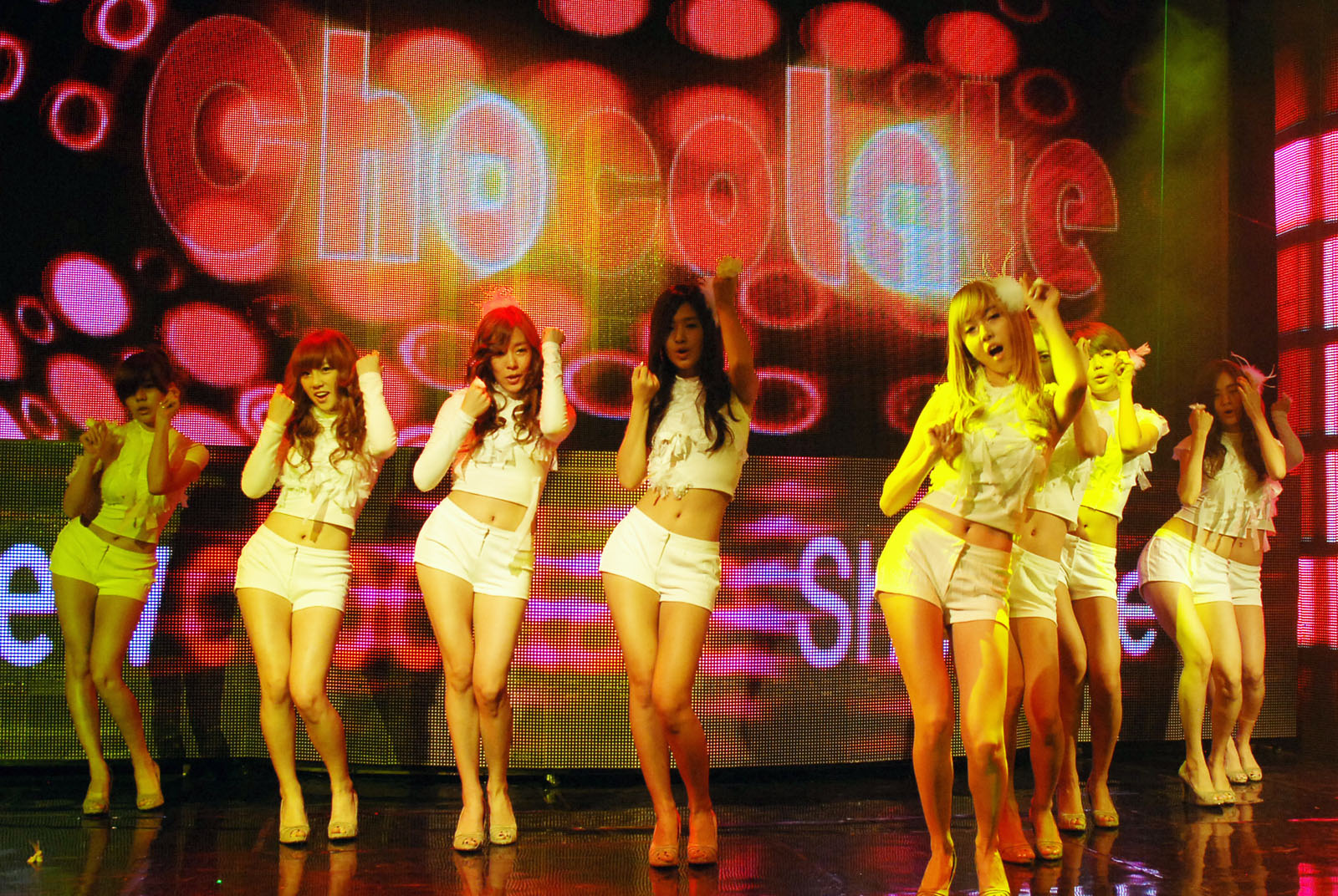
Girls' Generation biểu diễn bài hát "Chocolate Love" của họ tại một sự kiện của LG. Bài hát này được sử dụng để quảng cáo cho dòng điện thoại Chocolate của LG.

Nhiều thành viên trong nhóm cũng trở thành người mẫu quảng cáo với tư cách cá nhân như Seohyun đại diện cho Clean and Clear và The Face Shop, Taeyeon đại diện cho A-Solution, một nhãn hiệu mỹ phẩm, Yuri đại diện cho Mamonde, Yoona đại diện cho S-Oil, EIDER, FreshLook Illuminate, Innisfree và Clean and Clear, Jessica đại diện cho Hyundai & Banila Co, và Sooyoung đại diện cho Llang. Cùng với Super Junior, họ là người mẫu độc quyền cho nhãn hiệu thời trang SPAO của SM Entertainment. Yuri, Sooyoung và Tiffany làm người mẫu cho Biotherm. Họ đại diện cho các nhãn hiệu thời trang, trò chơi điện tử trực tuyến, thực phẩm, các sự kiện, hàng điện tử, mỹ phẩm và thậm chí cả các sản phẩm chỉ được đại diện bởi những người nổi tiếng hàng đầu như dầu lửa và thẻ tín dụng. Vào giữa năm 2009, các thành viên trong nhóm đã đại diện cho hơn 10 nhãn hiệu và được lựa chọn là một trong những gương mặt quảng cáo thu hút nhất trong một khảo sát được tổ chức bởi Viện nghiên cứu cố vấn thương hiệu.
Nhóm tiếp tục hoạt động tích cực trong lĩnh vực quảng cáo trong năm 2010, đại diện cho các nhãn hiệu và sản phẩm bao gồm Nintendo DSi và Domino's Pizza, cũng như thực hiện một đoạn quảng cáo cho Caribbean Bay có sự tham gia của Yuri, Yoona và Seohuyn bên cạnh các thành viên của 2PM là Nichkhun, Taecyeon và Chansung. Cuối năm 2010, một công ty sản xuất thiệp bắt đầu cho ra mắt loại thiệp trị giá 10.000 won có in hình của Girls' Generation, khiến họ trở thành người nổi tiếng đầu tiên xuất hiện trên loại sản phẩm này. Trang thông tin của Hàn Quốc Daum cũng bắt đầu sử dụng nhóm làm gương mặt đại diện khi thiết kế lại các dịch vụ chính và công cụ tìm kiếm vào đầu tháng 10 năm 2010 đồng thời phát hành các loại hình nền và màn hình chờ cho máy tính sử dụng hình ảnh của Girls' Generation. Một cuộc thăm dò được tổ chức vào tháng 12 năm 2010 cho thấy 409 trong số 741 người làm việc trong ngành quảng cáo chọn Girls' Generation là người đại diện có ảnh hưởng lớn nhất đến người tiêu dùng.
Năm 2011, Intel châu Á thông báo nhóm chính thức được chọn làm người mẫu quảng cáo cho công ty. Vào tháng 3 năm 2011, nhóm bắt đầu đại diện cho thương hiệu nước uống năng lượng Vita500 như một phần trong lễ kỷ niệm 10 năm thành lập của Vita500 và các poster độc quyền của Tiffany, Yuri và Yoona được phát hành. Các thành viên Yuri, Sunny, Jessica, Tiffany, Sooyoung và Hyoyeon trở thành người mẫu cho Christian Dior. Các thành viên Yoona, Seohyun và Taeyeon không tham gia do có các hợp đồng quảng cáo mỹ phẩm khác. Woongjin Coway lựa chọn nhóm làm người mẫu độc quyền đại diện cho sản phẩm máy lọc nước của họ. Hợp đồng bắt đầu vào ngày 1 tháng 3 năm 2011 và kéo dài đến hết năm cùng với một chương trình quảng cáo trên truyền hình bắt đầu vào giữa tháng 3.
Tại Nhật Bản, nhóm đại diện cho thương hiệu thuốc đau họng E-ma Nodoame. Họ quảng cáo cho trà Lipton với bài hát "Let it Rain" và "Mr. Taxi" được sử dụng làm nhạc nền. Tháng 7 năm 2011, cùng với nhóm nhạc cùng công ty là TVXQ, họ bắt đầu đại diện cho sản phẩm 7-Eleven tại Nhật Bản với ca khúc Hoot phiên bản Nhật được sử dụng trong quảng cáo. Nhóm được chọn làm người mẫu cho J.ESTINA vào tháng 10 năm 2011. Seohuyn được lựa chọn làm đại sứ cho UNICEF vào cùng tháng. Đây là một thành công đáng kể khi chỉ có những nghệ sĩ được kính trọng mới có thể được lựa chọn làm người phát ngôn cho Goodwill. Hai tháng sau, vào ngày 15 tháng 12, JCE chọn Girls' Generation làm người phát ngôn cho sự ra mắt thương hiệu trò chơi "Freestyle Sports" cho mùa đông năm đó.

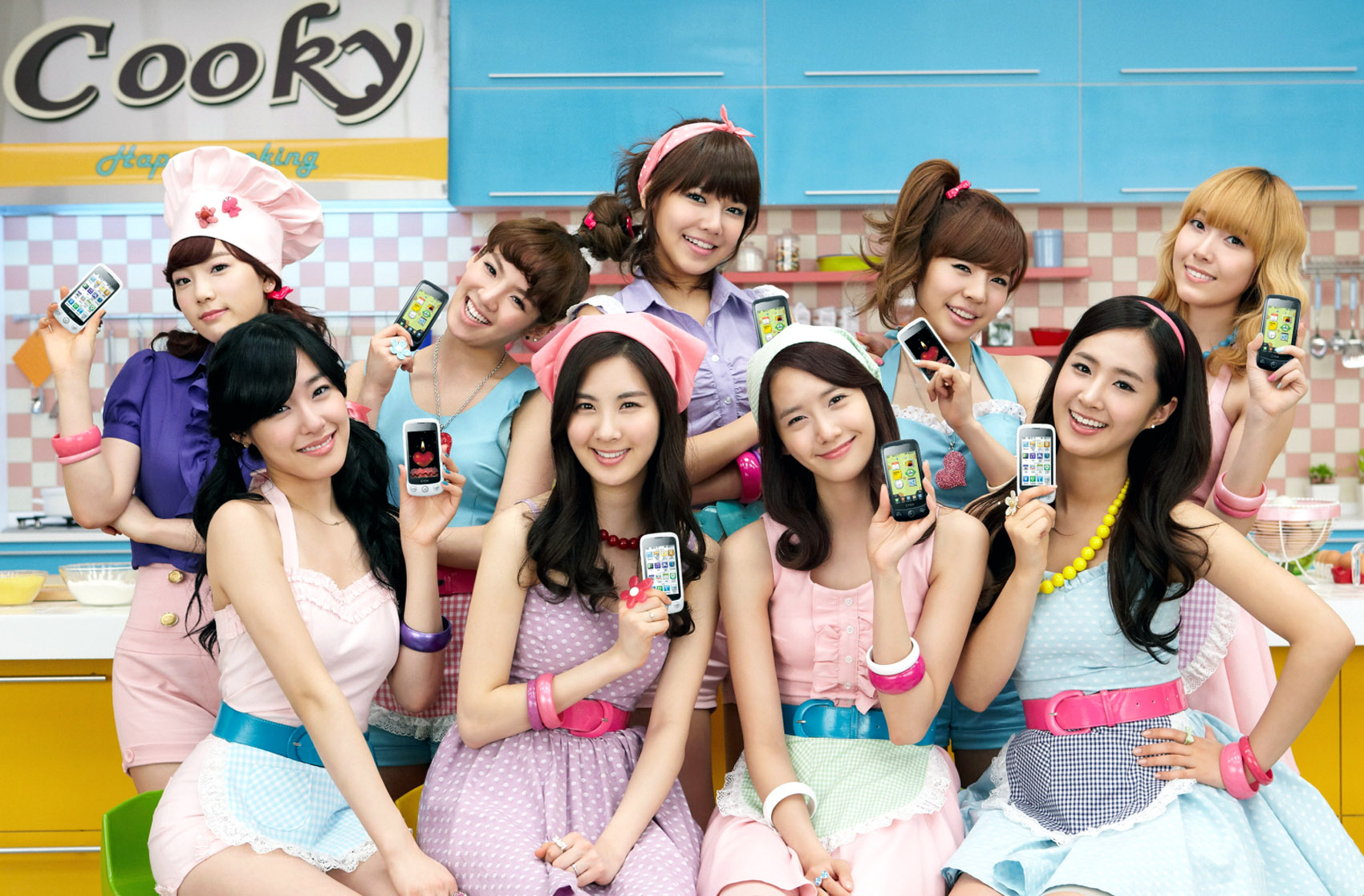
Nhóm thực hiện rất nhiều quảng cáo cho thị trường Hàn Quốc, bao gồm quảng cáo cho LG Cookie.

Nhóm được lựa chọn làm đại sứ danh dự cho chiến dịch du lịch tại Hàn Quốc "Visit Korea 2010 - 2012", đứng đầu bởi đệ Nhất phu nhân Hàn Quốc Kim Yoon-ok. Chiến dịch này là một nỗ lực của chính phủ Hàn Quốc nhằm thu hút ít nhất 10 triệu khách du lịch nước ngoài tới đất nước này cho đến cuối năm 2012, với Girls' Generation đi đầu trong việc khởi xướng bởi sự nổi tiếng trên toàn cầu của họ vào thời điểm đó. LG Electronics Hàn Quốc thông báo vào ngày 16 tháng 1 năm 2012 rằng Girls' Generation được lựa chọn làm người đại diện cho thương hiệu Cinema 3D TV của họ.
Ngày 5 tháng 3 năm 2012, người phát ngôn của khu Gangnam tại Seoul thông báo rằng Girls' Generation sẽ trở thành đại sứ danh dự của thành phố từ ngày 7 tháng 3. Vào cùng tháng, Lotte thông báo rằng nhóm được lựa chọn làm người mẫu mới cho Lotte Department Store. Họ cũng được chọn làm người mẫu cho ACE Bed. Vào 14 tháng 4, Girls' Generation trở thành đại sứ mới của hiệp hội các bệnh về võng mạc Hàn Quốc, một cộng đồng giúp đỡ việc tìm ra các phương pháp chữa bệnh cho người mù. Họ cũng trở thành người đại diện cho Korea Yakult. Tháng 5 năm 2012, Tiffany và Jessica được chọn làm người mẫu cho các cửa hàng mỹ phẩm của Chanel.
Trong danh sách các ngôi sao đóng nhiều quảng cáo nhất năm 2012, Girls' Generation đứng vị trí thứ nhất với hơn 21 quảng cáo của các nhãn hiệu khác nhau bao gồm thịt gà, nước hoa, đồ trang sức, túi xách, chương trình truyền hình, giường ngủ và các trung tâm mua sắm. Trong khi đó, Jessica và Yoona cùng xếp ở vị trí thứ hai với 13 quảng cáo cá nhân khác nhau. Tiffany xếp thứ 3 với 12 quảng cáo, Seohyun, Sooyoung và Yuri ở vị trí thứ 4 với 11 quảng cáo.
Tháng 1 năm 2013, Jessica cùng với em gái là Krystal trở thành gương mặt đại diện cho nhãn hiệu đồ trang sức Stonehenge. Cùng năm, Girls' Generation kết hợp với "Hair Couture" trong lĩnh vực thời trang tóc. Hair Couture sản xuất và phân phối các bộ tóc thời trang đến các quốc gia trên khắp thế giới bao gồm cả Mỹ.
Ngày 13 tháng 8 năm 2016, Seohyun và Yuri ra mắt ca khúc Secret trong dự án SM Station nhằm quảng cáo cho thương hiệu Pantene.

## Hoạt động từ thiện
Vào ngày 4 tháng 2 năm 2010, Girls' Generation tổ chức một hoạt động quyên góp cùng trang âm nhạc Lunchbox cho chiến dịch "Music Dream". Năm 2011, một phần lợi nhuận từ đĩa đơn tiếng Nhật Mr. Taxi / Run Devil Run, được phát hành vào ngày 27 tháng 4 năm 2011, đã được quyên góp cho hội chữ thập đỏ Nhật Bản nhằm hỗ trợ cho các nạn nhân của thảm họa động đất và sóng thần Tōhoku 2011. Ngoài ra, nhóm cũng quyên góp thêm những chiếc túi có chữ ký cho hoạt động đấu giá từ thiện.

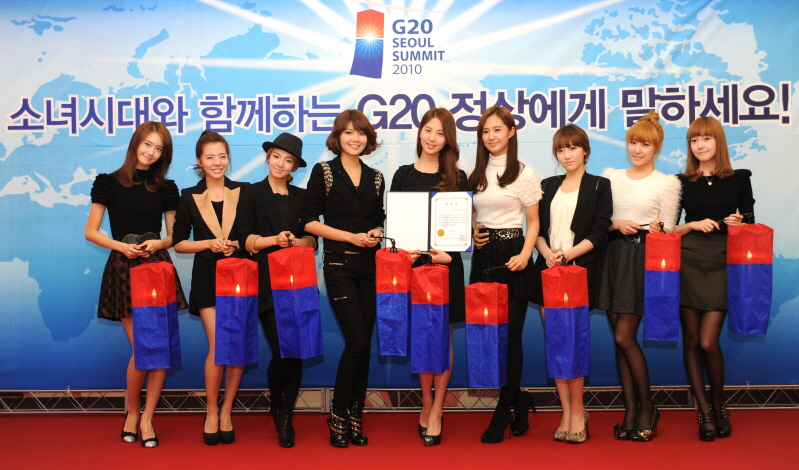
SNSD được chọn là G20 Star Supporters năm 2010

Ngày 9 tháng 8 năm 2011, Girls' Generation cùng các nhóm nhạc cùng công ty là F(x) và Shinee đã tham ra vào một hoạt động giúp đỡ cho trẻ em châu Phi. Hoạt động này có sự tham gia của tổng thư ký liên hợp quốc Ban Ki-moon, nằm trong dự án "Giúp đỡ trẻ em châu Phi" được đồng tổ chức bởi Hội chữ thập đỏ Hàn Quốc và ủy ban thường trực của UNICEF tại Hàn Quốc.
Nhóm cùng với Super Junior đã xuất hiện trong tập đặc biệt của chương trình Love Request trên đài KBS được phát sóng vào ngày 17 tháng 9 năm 2011, nơi họ mời một cô bé 11 tuổi người Campuchia bị bệnh tim và một cậu bé mù đến Hàn Quốc để nhận sự chữa trị, cũng như giúp đỡ một bé gái người Hàn Quốc phải sống với người mẹ góa của mình trong nhà trọ. Hai nhóm cũng tham gia vào hoạt động hiến máu tại hội trường của KBS. Trong chương trình được phát sóng dài 85 phút, hơn 32 triệu won (29000 đô la) đã được quyên góp. Ngày 27 tháng 9 năm 2011, Woongjin Coway tổ chức sự kiện "Beautiful Auction" tại trung tâm mua sắm Times Square ở Yeongdeungpo cùng với Girls' Generation để giúp đỡ những phụ nữ không có nơi nương tựa. Họ đấu giá các trang phục và phụ kiện được sử dụng trong các quảng cáo để gây quỹ từ thiện.
Vào tháng 4 năm 2012, Hiệp hội chống mù lòa Hàn Quốc thông báo rằng nhóm sẽ trở thành gương mặt đại diện cho các chiến dịch của họ. Ngày 17 tháng 8 năm 2012, các trang phục của Girls' Generation được gửi đến các tổ chức từ thiện và các hoạt động đấu giá. Tiền thu về sau đó được quyên góp cho các hoạt động chính đáng. Cùng tuần, báo Korean Post thông báo rằng lợi nhuận thu được từ việc bán bộ tem của nhóm sẽ được quyên góp cho chương trình từ thiện Merry Year. Girls' Generation đã quyên góp 8 tấn gạo cho những người có nhu cầu. Gạo được quyên góp bởi nhóm từ ngày 5 tháng 12 năm 2012 và giúp đỡ được 66.400 người. Ngày 17 tháng 12 năm 2012, Tiffany được chọn làm đại sứ danh dự cho Global Hop, một tổ chức phi chính phủ có mục đích xây dựng một cộng đồng triển vọng qua việc phát hiện các tài năng và cổ vũ tinh thần lãnh đạo tại 6 quốc gia.
Girls' Generation ủng hộ các sản phẩm và vật dụng cá nhân của nhóm cho sự kiện Star Donation, nơi chúng sẽ được bán đấu giá cho mục đích từ thiện. Hơn 3 triệu won (hơn 3000 đô la) đã được quyên góp và ủng hộ cho trung tâm trẻ em.
Ngày 19 tháng 11 năm 2013, Seohyun quyên góp khoản tiền học bổng trị giá 100 triệu won cho đại học Dongguk. Cô tham gia chương trình gây quỹ học bổng tại hội trường Lotus bên trong tòa nhà chính của đại học Dongguk và được ghi nhận sự đóng góp cho trường bởi hiệu trưởng danh dự của trường Kim Hee Ok.
Năm 2015, Yoona trở thành thành viên chính thức của tổ chức từ thiện Honor Society sau hai năm âm thầm quyên góp từ thiện. Năm 2016, đích thân Tổng thống Park Geun Hye đưa ra lời mời Yoona vì những đóng góp của cô. Chỉ có 26 tấm gương tiêu biểu được mời đến cho những việc làm tốt đẹp của họ. Trong đó chỉ có Yoona và nam diễn viên Park Hae Jin vinh dự nhận được lời mời.
Ngày 13 tháng 1 năm 2017, Sooyoung tổ chức buổi biểu diễn hằng năm dành cho người mù tại rạp hát của SM Town. Nữ ca sĩ đã đứng ra tổ chức hoạt động từ thiện này kể từ năm 2014. Cô đã từng sở hữu một bộ sưu tập đồ quyên góp lớn trên mạng xã hội phổ biến nhất Hàn Quốc Kakao story, với mục đích dành tặng cho "Hiệp hội chống mù lòa Hàn Quốc".
Ngày 4 tháng 4 năm 2018, tổ chức Seungil Hope Foundation, một tổ chức được thành lập nhằm giúp đỡ những bệnh nhận bị hội chứng Xơ cứng teo cơ một bên (ALS), đăng thông báo trên blog của mình về việc Seohyun đã ủng hộ 40 triệu won cho tổ chức này.
Tháng 4 năm 2019, Seohyun đã sử dụng tên thật của mình để bí mật ủng hộ 10 triệu won nhằm hỗ trợ các nạn nhân trong vụ cháy ở Sokcho.

## Danh sách đĩa nhạc
| Album phòng thu - Girls' Generation (2007) - Oh! (2010) - The Boys (2011) - I Got a Boy (2013) - Lion Heart (2015) - Holiday Night (2017) - Forever 1 (2022) Mini-album - Gee (2009) - Tell Me Your Wish (Genie) (2009) - Hoot (2010) - Mr.Mr. (2014) | Album phòng thu - Girls' Generation (2011) - Girls & Peace (2012) - Love & Peace (2013) Album tuyển tập - The Best (2014) - Time Machine (2013) |

## Chuyến lưu diễn
| Chuyến lưu diễn riêng Chuyến lưu diễn chính Into The New World (2009–2010) Girls' Generation Tour (2011–2012) Girls' Generation World Tour Girls & Peace (2013–2014) Girls' Generation's Phantasia (2015-2016) Chuyến lưu diễn Nhật Bản The 1st Japan Arena Tour (2011) Second Japan Arena Tour (2013) Girls' Generation Japan 3rd Tour 2014 (2014) Girls' Generation "The Best Live" at Tokyo Dome (2014) | - SMTown Live '08 (2008–2009) - SMTown Live '10 World Tour (2010–2011) - SMTown Live World Tour III (2012–2013) - SM Town Week - "Märchen Fantasy" (2013) - KCON 2014 và 2015 - SMTown Live World Tour IV (2014–2015) - SMTown Live World Tour V (2016) - SMTown Live World Tour VI (2017) - SMTown Live 2022: SMCU Express @ Human City Suwon (2022) |

## Mạng xã hội/trang web của nhóm
| Mạng xã hội/Trang web chính thức | Mạng xã hội/Trang web chính thức | Mạng xã hội/Trang web chính thức | Địa chỉ trang web                                                  |
| Instagram                        | Thành viên                       | Taeyeon                          | taeyeon_ss                                                         |
| Instagram                        | Thành viên                       | Sunny                            | 515sunnyday                                                        |
| Instagram                        | Thành viên                       | Tiffany                          | tiffanyyoungofficial                                               |
| Instagram                        | Thành viên                       | Hyoyeon                          | hyoyeon_x_x                                                        |
| Instagram                        | Thành viên                       | Hyoyeon                          | dj_hyo_x.x (DJ HYO)                                                |
| Instagram                        | Thành viên                       | Yuri                             | yulyulk                                                            |
| Instagram                        | Thành viên                       | Sooyoung                         | sooyoungchoi                                                       |
| Instagram                        | Thành viên                       | Yoona                            | yoona__lim                                                         |
| Instagram                        | Thành viên                       | Yoona                            | limyoona__official                                                 |
| Instagram                        | Thành viên                       | Seohyun                          | seojuhyun_s                                                        |
| Instagram                        | Girls' Generation                | Girls' Generation                | girlsgeneration                                                    |
| YouTube                          | Thành viên                       | Taeyeon                          | 탱구TV                                                             |
| YouTube                          | Thành viên                       | Taeyeon                          | TAEYEON Official                                                   |
| YouTube                          | Thành viên                       | Hyoyeon                          | HYOYEON                                                            |
| YouTube                          | Thành viên                       | Tiffany                          | Tiffany Young                                                      |
| YouTube                          | Thành viên                       | Yuri                             | 유리한TV                                                           |
| YouTube                          | Thành viên                       | Sooyoung                         | the sootory 더수토리                                               |
| YouTube                          | Thành viên                       | Yoona                            | Yoona's So Wonderful Day                                           |
| YouTube                          | Girls' Generation                | Girls' Generation                | GIRLS' GENERATION                                                  |
| Facebook                         | Thành viên                       | Tiffany                          | Tiffany Young                                                      |
| Facebook                         | Thành viên                       | Taeyeon                          | 태연 Taeyeon                                                       |
| Facebook                         | Girls' Generation                | Girls' Generation                | 소녀시대(Girls' Generation)                                        |
| Twitter                          | Thành viên                       | Sunny                            | Sunny                                                              |
| Twitter                          | Thành viên                       | Tiffany                          | TIFFANY YOUNG                                                      |
| Twitter                          | Thành viên                       | Sooyoung                         | sooyoung choi                                                      |
| Twitter                          | Thành viên                       | Seohyun                          | 서현(Seohyun)                                                      |
| Twitter                          | Thành viên                       | Hyoyeon                          | Hyoyeon                                                            |
| Twitter                          | Thành viên                       | Taeyeon                          | TAEYEON Official                                                   |
| Twitter                          | Girls' Generation                | Girls' Generation                | Girls' Generation                                                  |
| TikTok                           | Thành viên                       | Tiffany                          | tiffanyyoung                                                       |
| TikTok                           | Thành viên                       | Hyoyeon                          | dj_hyo                                                             |
| TikTok                           | Girls' Generation                | Girls' Generation                | girlsgeneration.official                                           |
| Spotify                          | Thành viên                       | Taeyeon                          | TAEYEON                                                            |
| Spotify                          | Thành viên                       | Sunny                            | SUNNY                                                              |
| Spotify                          | Thành viên                       | Tiffany                          | Tiffany Young                                                      |
| Spotify                          | Thành viên                       | Tiffany                          | TIFFANY                                                            |
| Spotify                          | Thành viên                       | Hyoyeon                          | HYO                                                                |
| Spotify                          | Thành viên                       | Hyoyeon                          | HYOYEON                                                            |
| Spotify                          | Thành viên                       | Yuri                             | YURI (Girls’ Generation)                                           |
| Spotify                          | Thành viên                       | Sooyoung                         | SOOYOUNG                                                           |
| Spotify                          | Thành viên                       | Yoona                            | YOONA                                                              |
| Spotify                          | Thành viên                       | Seohyun                          | SEOHYUN                                                            |
| Spotify                          | Girls' Generation                | Girls' Generation                | Girls' Generation                                                  |
| iTunes                           | Thành viên                       | Taeyeon                          | TAEYEON                                                            |
| iTunes                           | Thành viên                       | Sunny                            | SUNNY                                                              |
| iTunes                           | Thành viên                       | Tiffany                          | Tiffany Young                                                      |
| iTunes                           | Thành viên                       | Tiffany                          | TIFFANY                                                            |
| iTunes                           | Thành viên                       | Hyoyeon                          | HYO                                                                |
| iTunes                           | Thành viên                       | Hyoyeon                          | HYOYEON                                                            |
| iTunes                           | Thành viên                       | Yuri                             | YURI                                                               |
| iTunes                           | Thành viên                       | Sooyoung                         | SOOYOUNG                                                           |
| iTunes                           | Thành viên                       | Yoona                            | YOONA                                                              |
| iTunes                           | Thành viên                       | Seohyun                          | SEOHYUN                                                            |
| iTunes                           | Girls' Generation                | Girls' Generation                | Girls' Generation                                                  |
| Website                          | Thành viên                       | Taeyeon                          | Taeyeon                                                            |
| Website                          | Thành viên                       | Sunny                            | Sunny                                                              |
| Website                          | Thành viên                       | Tiffany                          | Tiffany Young Lưu trữ ngày 11 tháng 8 năm 2022 tại Wayback Machine |
| Website                          | Thành viên                       | Tiffany                          | Tiffany                                                            |
| Website                          | Thành viên                       | Hyoyeon                          | Hyoyeon                                                            |
| Website                          | Thành viên                       | Yuri                             | Yuri                                                               |
| Website                          | Thành viên                       | Sooyoung                         | Sooyoung                                                           |
| Website                          | Thành viên                       | Sooyoung                         | Choi Sooyoung                                                      |
| Website                          | Thành viên                       | Yoona                            | Yoona                                                              |
| Website                          | Thành viên                       | Seohyun                          | Seohyun                                                            |
| Website                          | Thành viên                       | Seohyun                          | Seohyun                                                            |
| Website                          | Girls' Generation                | Girls' Generation                | Girls' Generation                                                  |